# 笑う犬
『笑う犬』（わらういぬ）は、フジテレビ系列にて1998年から2003年までレギュラー番組、2008年、2010年に特別番組として放送されていたお笑い・コント番組シリーズの総称。ここではそれら全ての番組を取り扱う。略称「笑犬」（わらいぬ）。

## 番組の立案
内村光良（ウッチャンナンチャン）は志村けんから「あなたはコントで出てきたんだから、コントを続けなさい」という助言を受けて『笑う犬』を立ち上げたとされており、番組制作のきっかけが志村けんであったことを明かしている。
志村の後継者的存在と評されることがある内村は志村から大きな影響を受けているとされている。

## 出演者
| グループ                     | 名前                        | 生活 | 冒険      | 発見 | 情熱 | 太陽 | 2008秋 | 2010寿 | 2010旅 |
| ---------------------------- | --------------------------- | ---- | --------- | ---- | ---- | ---- | ------ | ------ | ------ |
| ウッチャンナンチャン         | 内村光良（座長）            | ○    | ○         | ○    | ○    | ○    | ○      | ○      | ○      |
| ウッチャンナンチャン         | 南原清隆                    |      | ○         | ○    | ○    | ○    | ○      | ○      | ○      |
| ネプチューン                 | 名倉潤                      | ○    | ○         | ○    | ○    | ○    | ○      | ○      | ○      |
| ネプチューン                 | 原田泰造                    | ○    | ○         | ○    | ○    | ○    | ○      | ○      | ○      |
| ネプチューン                 | 堀内健                      | ○    | ○         | ○    | ○    | ○    | ○      | ○      | ○      |
| オセロ（当時）               | 中島知子                    | ○    | ○         |      |      |      | ○      | ○      |        |
|                              | 遠山景織子                  | ○    | ○(-'01.4) |      |      |      | ○      | ○      | ○      |
| ビビる（'02.4解散）          | 大木淳（現:ビビる大木）     |      | ○         |      | ○    | ○    | ○      | ○      | ○      |
| ビビる（'02.4解散）          | 大内登                      |      | ○         |      |      |      | ○      | ○      | ○      |
| 谷啓とザ・スーパーマーケット | 谷啓                        |      | ○         |      |      |      |        |        |        |
| 谷啓とザ・スーパーマーケット | ザ・スーパーマーケット      |      | ○(-'01.4) |      |      |      |        |        |        |
| EE JUMP（当時）              | SONIM                       |      | ○(-'01.4) |      |      |      |        |        |        |
|                              | YUKI                        |      | ○(-'01.4) |      |      |      |        |        |        |
|                              | KEN                         |      | ○(-'01.4) |      |      |      |        |        |        |
|                              | 木村大作                    |      | ○(-'00.3) |      |      |      |        |        |        |
|                              | ベッキー                    |      | ○('01.4-) | ○    | ○    | ○    |        | ○      | ○      |
| U-turn（当時）               | 土田晃之                    |      | ○('01.4-) |      |      |      |        |        |        |
| ホーム・チーム（当時）       | 与座嘉秋（現:与座よしあき） |      | ○('01.4-) |      |      |      |        |        |        |
| アクシャン（当時）           | 杉崎政宏（現:杉崎政宏）     |      | ○('01.4-) |      |      |      |        |        |        |
|                              | 松尾れい子                  |      | ○('01.4-) |      |      |      |        |        |        |
|                              | 大谷みつほ（現:大谷允保）   |      | ○('01.4-) |      |      |      |        |        |        |
| MA-E-young                   | 桜井真琴                    |      | ○('01.4-) |      |      |      |        |        |        |
| MA-E-young                   | 広沢まや                    |      | ○('01.4-) |      |      |      |        |        |        |
|                              | 優香                        |      |           | ○    |      |      |        |        |        |
|                              | 遠藤久美子                  |      |           |      | ○    | ○    |        |        |        |
| 中川家                       | 剛                          |      |           |      | ○    |      |        |        |        |
| 中川家                       | 礼二                        |      |           |      | ○    |      |        |        |        |
| モーニング娘。（当時）       | 矢口真里                    |      |           |      |      | ○    |        |        |        |
|                              | 青木さやか                  |      |           |      |      | ○    |        |        |        |
|                              | 宮藤官九郎                  |      |           |      |      | ○    |        |        |        |
|                              | 阿部サダヲ                  |      |           |      |      | ○    |        |        |        |
| 我が家                       | 坪倉由幸                    |      |           |      |      |      | ○      |        | ○      |
| 我が家                       | 谷田部俊                    |      |           |      |      |      | ○      |        | ○      |
| 我が家                       | 杉山裕之                    |      |           |      |      |      | ○      |        |        |
|                              | 柳原可奈子                  |      |           |      |      |      | ○      |        | ○      |
|                              | 狩野英孝                    |      |           |      |      |      | ○      |        |        |
| はんにゃ                     | 川島章良                    |      |           |      |      |      | ○      |        |        |
| はんにゃ                     | 金田哲                      |      |           |      |      |      | ○      |        |        |
| アンジャッシュ               | 児嶋一哉                    |      |           |      |      |      |        |        | ○      |
| アンジャッシュ               | 渡部建                      |      |           |      |      |      |        |        | ○      |

## 番組内容および沿革

### 笑う犬の生活-YARANEVA!!-
- 1998年10月14日 - 1999年9月29日
- 水曜23時00分 - 23時20分（JST、以下略）

1998年10月、志村の助言を受けた内村の「純粋なコント番組を作りたい」の一言で始まった番組が『笑う犬の生活-YARANEVA!!-』。由来は内村の敬愛するチャーリー・チャップリンの『犬の生活』（1918年公開。アメリカ映画）から。
サブタイトルの「YARANEVA!!」は以前ウッチャンナンチャンが同じフジテレビでやっていた番組『ウッチャンナンチャンのやるならやらねば!』から。不慮の事故で終わってしまったこの番組への想いがあり、南原に許可を貰った上で付けられていた。当初考えられていたタイトルは「JAPAN大爆笑」で、当番組がスタートする際、当時のテレビ雑誌に仮題タイトルとして載せられていた。
『笑う犬の生活』のメンバーは内村、当時まだ若手だったネプチューン、オセロ（当時）中島と遠山。内村の相方である南原が参加しなかった理由は、同時期に放送がスタートした『ウンナンのホントコ!』（TBS）に専念していた為。内村によると「（念願だった）コントに専念しろ！ホントコは俺がやるから」と言われ気遣ってくれたという。
番組のマスコットキャラクター・青い犬の息子は現在のフジテレビのマスコットキャラクターのラフくんである。
当初のエンディング曲は、宇多田ヒカルのデビュー曲「Automatic」。中島がPVのパロディコントを演じたこともある。オープニング曲はショッキング・ブルーの「ヴィーナス」。これは、シリーズを超えて使用された。
エンディングで内村が、この番組の次に放送される『ニュースJAPAN』のキャスターである安藤優子に扮してミニコントをし話題に。この「安藤さん」が終わった後すぐに『ニュースJAPAN』の生予告に接続されるため、いわゆる「一方的なコラボレーション」であったが、安藤も報道フロアのモニターからそれを見ていて必死に笑いを堪えており、それがきっかけで2人は親しくなった。1999年2月17日放送の回では、「安藤が怒っている」と聞いた内村が「安藤さんのモノマネを止めようかな…」と発言した際、安藤がゲストとして突如出演。「私、あんな変な顔してますか?」と言いつつも、好意的に受け止め、「ニュースJAPANの予告で私が笑ってしまうまでは続けて構わない」と、安藤からお墨付きをもらえた。そこから交流が始まり、『森田一義アワー 笑っていいとも!』の「テレフォンショッキング」に出演した際には互いに花を贈り合っていた。たまに原田扮する木村太郎も登場した。
- 1998年10月28日の回では「安藤さん」で安藤（内村）が「あの…似てなくてすみません」と言った直後に本家の安藤が、生予告で「今のは偽者、本物はこの後のニュースJAPANで」とアドリブで返した事がある。
- 1999年2月10日の回では安藤が風邪で休演のため、「安藤さん自粛中」のテロップで押し通した。また、自粛した回は上記のテロップと白黒の安藤（内村）の静止画像に続いて川端健嗣アナウンサーが「ウッチャン、安藤さん怒ってますよー」と言うやり取りがあった（その後川端は「そのせいではなく、今日安藤さんは風邪でお休みです」と続けた）。
- 稀に『ニュースJAPAN』に大物政治家がゲストとして出演した際、「安藤さん」の後の微妙な空気の中でゲストの政治家が映し出される場面も見られるなどハプニング性のあるコーナーであった（その中でも、1999年3月10日に石原慎太郎がゲスト出演した日は「今日はそういう場合じゃありません。今夜のゲストはこの方です」と少々引きつった表情で生予告していた）。
- 『生活』後期になると「安藤さん」に代わって他のコントのキャラクターが登場するようになるが、「安藤さん」ほどのインパクトや笑いは得られなかった。
- このスタイルは放送時間が移動し『笑う犬の発見』にリニューアルした際、エンディング時に後番組の『発掘!あるある大事典』のパロディを行った点に引き継がれているが同番組の予告は事前収録のため各回のハプニング性では本家に及ばなかった。

23時からの深夜番組でありながら高視聴率をたたき出し、二度特番が放送された。特番ではスタジオに青い犬が登場し、最終的に中に入っている人物も現れた。堀内健が着ぐるみの中身を知らずに青い犬にドロップキックや抱きついたりしたため、内村が必死でフォローしていた。
- 1999年元旦には『笑う犬の正月』と題した90分スペシャルが放送。この時に青い犬の中に入っていた人物は内村の相方である南原清隆。本人曰く「自分はメンバーに内緒で番組のマスコットキャラクター・青い犬の着ぐるみに入って初回から参加していた」とコメントした。
- 1999年6月にはゴールデンタイムでのスペシャルが放送された。この時に入っていた人物はエンディング担当だった宇多田ヒカル。当時は人気が社会現象化しメディア露出が稀だったため話題となった。

また、真島昌利（THE HIGH-LOWS）が『生活』の熱狂的なファンであり、「関東土下座組」（後述）のエキストラ役でコントに参加したこともあった。

### 笑う犬の冒険-SILLY GO LUCKY!-
- 1999年11月21日 - 2001年9月16日
- 日曜19時58分 - 20時54分

1999年10月に日曜20時台のゴールデンタイムへ進出、番組タイトルが「生活」から「冒険」に変わる。しかし、バレーボールワールドカップの生中継のため、スタートが11月にずれ込む。
なお移動にあたり、それまで日曜20時台の番組（｢ダウンタウンのごっつええ感じ｣→｢日曜ビッグウェーブ｣→｢ハッピーバースデー!｣）の予告タイムだった19時58分枠も吸収し、19時58分からのフライングスタートとなった。以後2018年の秋改編まで、フジテレビの日曜20時台の番組はフライングスタートとなっていた。
番組が以前『ダウンタウンのごっつええ感じ』が放送されていた枠に移ると決まった時、内村は「やっぱ、『ごっつ』の後をやるなら松ちゃん（ダウンタウン 松本人志）に一言聞きたい。聞いて、そういうのがOKだったら僕はやれるけど、そうじゃないとやっぱ出来ない」と最後まで反対していた。しかし松本は「いや…それは全然…かまへんのんちゃうん?」と許可したため、晴れて日曜20時に『笑う犬の冒険』が始まった。
初回放送は2時間スペシャルとして放送され、新メンバーとして南原、ビビるが加わった。また、オープニングコーナーには谷啓、バックバンドとしてTHE SUPER MARKET、ダンサーとしてEE JUMPが出演。
上記の理由で「生活」に不参加だった南原だが「ホントコ」が軌道に乗ったことで合流することになった。また1時間と尺が伸びたことにより、人見知りである内村が苦手としていたスタッフや出演者への気遣いやコミュニケーションなどの「テレビでは見えない負担」を軽くする役目もあったという。
2001年からはオープニングコーナーとスタジオセットを廃止し、それに伴いTHE SUPER MARKETとEE JUMPが降板。4月には遠山の出産による卒業とともにメンバーを増員。兄弟番組の『笑う子犬の生活』から土田・与座・杉崎、女性メンバーとしてベッキー・松尾・大谷が参加。コントには参加しなかったが、MA-E-young（桜井真琴・広沢まや）も加わった。MA-E-youngは谷啓と共にコント間のインターミッションの映像、キャラクターライブの司会を担当した。
2000年3月に番組出演者・スタッフの不祥事により5月までこの当時、日曜20時枠の筆頭スポンサーだったP&Gを含め（ほかに日清食品・小林製薬・キリンビバレッジ・フジパン・ブルボン・NISSANほか）表向きスポンサーなし、番組内のCMのみは従来通りだった。ただ、『冒険』休止時のアニメスペシャルやナイター中継は従来通り表示した。
冒険以降の構成作家として宮藤官九郎も参加、『太陽』ではコントにも出演した。

### 笑う犬の発見 Go with flow!
- 2001年10月14日 - 2002年9月15日
- 日曜19時58分 - 20時54分

『生活』『冒険』のフォーマットから変更され、大リニューアルが行われる。メンバーを大幅に削減し、ウンナンとネプチューンで作る『笑う犬の発見』となった。女性メンバーはベッキーのみ残し、新メンバー優香が加入した。また、レギュラーメンバーの他に、毎回ゲストが出演するようになった。また、番組のマスコットキャラクターの青い犬がデフォルメ化され、青い犬と青い鳥が番組キャラクターとなった。
従来のシリーズコントを減らし、「ショートショート」と呼ばれる一話完結の短編コントが増加した。さらに、宮藤官九郎脚本によるコーナードラマ『IRON POT』が放送されるなど、この辺りから番組当初の概念が少しずつ変化。ゲームコーナーやスタジオコーナーも行われるようになり、「信号確認ゲーム」や「ホリケン★サイズ」、「歌謡スナック2丁目」などの人気コーナーが誕生した。
2002年の『発見』後期に入ると、コント主体からバラエティ企画が中心となっていった。歴代のコントキャラクターによるゴルフ大会や、名倉潤の故郷を訪れるロケ企画、ゲストを交えた「どっちのモノマネショー」「モト冬樹フレンドパーク」などの企画が放送された。座長・内村は「作り込んだコントが好き」「作るならちゃんと作りたい」と望んでいたが、2002年にはバラエティとドラマで7本ものレギュラーを抱えており、収録にもほとんど参加出来ない回があった。
この時期には「笑う犬の特別編」と題された特番が数回放送された。
- 2001年12月『帰ってきたはっぱ隊 年末大忘年会スペシャル』では、「なぜはっぱ隊がNHK紅白歌合戦に出られなかったのか徹底検証する」と称し、前期『冒険』メンバーとベッキーが出演。川端健嗣が司会進行、ゲストにホームチーム・アクシャンが出演した。箱根の旅館にてデビュー当時から今までのウンナン・ネプチューン・ビビるを振り返る内容が放送された。
- 2002年4月『子犬の挑戦状』では、兄弟番組とのコラボレーションスペシャルが放送された。『感じるジャッカル』から中川家・ホームチーム・シャカ、『笑う子犬の生活』からゴルゴ松本・ビビる大木が登場した。

### 笑う犬の情熱 Gonna go crazy! Funky Dogs
- 2002年10月13日 - 2003年9月28日
- 日曜19時58分 - 20時54分

2002年10月、『笑う犬の情熱』にタイトルを変更。内村は当初、「笑う犬の出産」というタイトルを考えていた。
優香が降板し、兄弟番組だった感じるジャッカルから中川家、『冒険』に出演していたビビる大木、女優の遠藤をレギュラーに加え、10人体制へとなる。ただし、中川家と大木は「森っ子カブタン」のみの出演となった。
青い犬が再び変更され、中川家と大木を含まない7人の出演者を模した青い犬がマスコットキャラクターとなった。
初回放送では久保田利伸によるオープニングテーマのレコーディング風景、「大嵐浩太郎」などの『冒険』時代のコントの新作が放送された。
ゲームコーナー「森っ子カブタン」のほか、再びコントが中心となり、過去の「笑う犬」シリーズの集大成といえる要素が多かったが、以前のようにキャラクターが定着せず、視聴率もしだいに下降していった。

### 笑う犬の太陽 THE SUNNY SIDE of Life
- 2003年10月14日 - 12月9日
- 火曜20時00分 - 20時54分

2003年10月、『笑う犬の太陽』として放送曜日が日曜から火曜に移動。放送開始前の仮題タイトルは「笑う犬の散歩」、「歌う犬の劇場」、「犬もやらねば」などがあった。
空いた日曜20時台は特番枠が3か月放送された後、2004年1月に火曜バラパラ枠から移動した『ジャンクSPORTS』が始まりしばらくバラエティ番組は放送されなかったが、2010年4月から土曜19時台に放送した『爆笑レッドカーペット』が入ることになり再びバラエティ番組になる。
中川家が降板し、新メンバーに青木、矢口が加わった。ショートドラマには宮藤官九郎と阿部サダヲも参加した。
ショートドラマと歌のコーナーが中心となったほか、局内を歩く芸能人の私服チェックをする企画を放送するなど、「笑う犬」シリーズの特色はかなり失われていた。視聴率はさらに低迷を続けた上、ワールドカップバレーボール2003やスペシャル番組のための放送休止が頻発し、わずか放送7回で『太陽』は打ち切り、そして「笑う犬」全体のレギュラー放送が終了した。

### 2004年夜明け前!さよなら去年まで祭り
- 2003年12月31日
- 木曜26時40分 - 29時50分

年始に放送された特別番組。「笑う犬」というタイトルは無いが、本編は1998年から6年間続いた笑う犬を振り返る内容となっており、『太陽』の未公開コントを含め今までの主なコントが放送された。
スタジオには『太陽』のセットがそのまま組まれ、ウンナン・ネプチューン・遠藤・ベッキー・青木・大木が出演。スタジオトークではメンバーが今までの6年間を振り返った。
かつてのメンバーの中島知子と遠山景織子、番組に関わった内村宏幸、蜜谷浩弥のスタッフが6年間を振り返るインタビューで登場した。その他、後藤真希と木村大作がインタビューで登場した。
ラストには宇多田ヒカルからのお便りも紹介され、笑う犬最終回とも言える内容であったが、深夜の放送だったため放送がされなかった地方局も多かった。

### 番組終了後
笑う犬の太陽終了直後、笑う犬復活を求める署名が登場。番組スタッフは「時期が来るまでウッチャンは深夜で試していくつもりです」とコメントし、2004年にはニューカマーズ枠で単発番組が放送された。4年後の2008年には笑う犬が特番で復活し、内村が主宰する新コント番組「THE THREE THEATER」が放送開始。2012年からは内村が主宰する『LIFE!〜人生に捧げるコント〜』（NHK総合）が放送されている。
- 2004年2月1日、「ウッチャンの今度これやってみよう！」では、内村、原田、中島、ウド鈴木、遠山、君塚良一が理想のドラマについて妄想する（ミニコント）という内容であった。
- 2004年7月4日、「内村ディレクション 7Days」では、決められたシチュエーションの中で内村が1週間以内にキャスト、脚本などを全て決めなければならないとし、内村とネプチューン、中島知子、ウド鈴木、岡田薫がノーギャラで新作コントを行った。
- 2004年7月24日・7月25日に放送された『FNS27時間テレビ』内コーナー「ザ・ココイチテン!」に大嵐浩太郎（内村光良）が登場。
- 2004年9月29日、「ウチムラ7」では内村、ネプチューン、中島、土田、ビビる大木、カンニング、加賀美早紀が出演。また、「やるやら」でのコント「どんなときも」が2004年バージョンとして復活した。
- 2004年12月27日、「ウチムラskit」では内村、名倉、さまぁ〜ず、友近、東京ダイナマイト、藤井悠が出演した。
- 2008年1月2日には、『ウチムラセブン』（TBS）が放送された。

### 笑う犬2008秋
- 2008年9月30日
- 火曜22時30分 - 23時24分

「笑う犬」シリーズが終了から5年後の2008年9月に1時間の特番として復活した。視聴率は12.4％（関東地区）。
この復活特番では、レギュラーメンバーの内村と堀内が構成を担当、『2010〜新たなる旅〜』までコントの台本作成を務めた。
『冒険』当時のメンバーに加え、「THE THREE THEATER」から柳原可奈子・はんにゃ・狩野英孝・我が家を加えて人気コーナーのコントを中心に放送された。『生活』『冒険』時代のメンバーで、2001年4月に卒業した遠山景織子も7年ぶりに出演した。また「はっぱ隊」には2002年に芸能界引退のためレギュラーを降板した大内も出演した。
「THE THREE THEATER」から出演している芸人は、それぞれ別の事務所に所属している。各事務所から1組ずつ芸人が出演。吉本興業からはんにゃ、ウッチャンナンチャンが所属しているマセキ芸能社からは狩野英孝、ネプチューンが所属しているワタナベエンターテインメントからは我が家、太田プロダクションから柳原可奈子が出演している。コント「太陽は今も知っている」にははんにゃがナンパした女の子としてスザンヌと中上真亜子が出演した。
『生活』の時と同じくOPはショッキング・ブルーの「ヴィーナス」、EDも宇多田ヒカルの「Automatic」だった。番組の最後には『ニュースJAPAN』のパロディも復活。内村が滝川クリステルならぬ「滝川クリス・テル」に扮し生予告のパロディを行ったが、その後すぐに本物の生予告は接続されずCMと翌日放送の番組の予告が間に挟まれた。
元々は「笑う犬のメンバーで（笑う犬とは別の）新作コントDVDを作る」という企画が発端であり、正式に「笑う犬」として制作することは後から決まった。テレビ放送も急遽決まったものでDVD販促という面が強く、収録したコント全ては放送されなかった。同年12月には、全ての収録分が収まったDVDが発売された。
レギュラー放送時はモノラル放送であったが、この回よりステレオ放送に切り替えた。

### 笑う犬2010寿
- 2010年1月6日
- 水曜22時00分 - 23時14分

復活後から約1年3か月後の2010年1月6日に放送された。視聴率は14.6％（関東地区）。
『2008秋』とは異なり若手芸人は不参加で、ウンナン、ネプチューン、ビビる（大内は前回に続き「はっぱ隊」のみ参加）、中島、遠山、ベッキーといった『冒険』時代のオリジナルメンバーでの制作となった。
吉田正樹によるとテーマは「2人のコント」であり、前回の『2008秋』では内村と南原はそれぞれ別々のコントで一切共演がなかったが、今回は一緒に共演しているコントが多く製作されている。
「あの人は今」でのコントではテリーとドリー・大嵐浩太郎・ダディとマイサン・ひろむちゃん、そしてエンディングの本コントには『ウッチャンナンチャンのウリナリ!!』（日本テレビ）に登場していたホワイティがゲスト出演した。
『2008年秋』と同様、未放送コントを収録したDVDが発売された。

### 笑う犬2010 ～新たなる旅～
- 2010年10月5日
- 火曜22時00分 - 23時24分

前回の放送から9か月後の2010年10月5日に放送された。視聴率11.2％（関東地区）。
今回の放送では『冒険』時代のメンバーに加え、若手芸人も参加し、我が家から坪倉由幸・谷田部俊（杉山裕之は骨折のため不参加）、柳原可奈子、笑う犬初参加のアンジャッシュが出演した。前回と前々回も参加していたレギュラーメンバーの中島知子が出演しなかった。
ショートコーナーとして「全力坂」をコントキャラクターに扮して行う「全力キャラ坂」が行われ、はっぱ隊（南原・大内のみ）・大嵐浩太郎・トラだもんが走った。
今回も、未放送コントを収録したDVDが発売され、12月12日には同DVDのPR番組が放送された。
内村は2008年秋の時に「『北の国から』の様に定期的にやっていきたい」と語っていたが、これを最後に放送歴がなく、事実上の最終回となっている。

### その他
特別編
- 笑う犬の正月（1999年）
- 笑う犬の生活 アーリータイムズ （1999年）
ゴールデン昇格を記念して3週にわたって放送された総集編（1999年10月30日・11月6日・11月20日）。
- 笑う犬の冒険　旅立ちへの道スペシャル （1999年）
- 笑う犬スペシャル 生活・冒険から発見まで （2001年）
『冒険』最終回と『発見』初回を放送した2時間スペシャル。青い犬がデフォルメ化するアニメーションも放送された。
- 笑う犬の特別編　帰ってきたはっぱ隊 年末大忘年会スペシャル （2001年）
- 笑う犬の特別編　子犬の挑戦状 （2002年）
『発見』と『子犬の生活』・『感じるジャッカル』のコラボレーションスペシャル。
- 笑う犬の特別編　春のキャラクターゴルフ大会 （2002年）
- 笑う犬の特別編　夏のキャラクターゴルフ大会 （2002年）
- 笑う犬の情熱 はっぱ隊春の大逆襲スペシャル （2003年）
- 2004年夜明け前！さよなら去年まで祭り （2003年）
- 笑う犬～新たなる旅～DVD発売緊急会議（2010年）
内村とネプチューンによるPR番組。

イベント
- 笑う犬の生活博覧会 -IKANEVA-
- 笑う犬の冒険博覧会 2000
- 笑う犬の冒険博覧会 2001
渋谷パルコほか全国で行われた展覧会。番組で使用された小道具や衣装が博覧会形式で展示された。
- 笑う犬の冒険 2001冬 キャラクターライブ
- 笑う犬の冒険LIVE 2001夏
レギュラー放送の2001年1月、8月に放送されたキャラクターライブ。
- 笑う犬の発見ハウス
- 笑う犬の発見まつり 
フジテレビシアターモールにて行われたイベント。『笑う犬の発見』で使用された小道具や衣装が展示された。

### 再放送
2005年11月3日から、2010年7月24日まで「笑う犬」シリーズがフジテレビTWOで再放送されていた。2007年10月23日分からは出演者であった後藤祐樹（YUKI（EE JUMP））の不祥事と2002年に大内登（ビビる）が芸能界を引退したことによりオープニングをカットし、ノンストップでコントを放送する形になった。また、コント「ザ・センターマン」は編集によりカットされている。2024年4月よりフジテレビONEにて『笑う犬の生活』の再放送が再開。

### PTAの評価
「子供とメディアに関する意識調査」内「親が子供に見せたくない番組」（日本PTA全国協議会主催）
- 2002年度「笑う犬の情熱」：5位
- 2003年度「笑う犬の太陽」：5位

### 笑う子犬の生活
『冒険』と同時期に、兄弟番組として『笑う子犬の生活』も放送されていた。『発見』と同時期に放送された兄弟番組『感じるジャッカル』は当該記事参照。

#### 笑う子犬の生活
- 1999年10月 - 2000年7月

姉妹番組の笑う犬同様に、「冒険」からレギュラーを務めるビビるを座長に迎え、当時の若手同士でコントを繰り広げる。深夜の単発で不定期に放送された。
「冒険」から参加している南原がMCを務める「平成日本のよふけ」にも出演する赤ちゃんの格好をした人形「赤さん」（声の主は当番組の構成担当の木村祐一）が進行によるOPから始める。
出演：ビビる、U-turn、次長課長、アクシャン、バカリズムほか

#### 笑う子犬の生活R
- 2000年8月 - 2001年3月 隔週土曜27時00分 - 27時30分

前期3か月は前作同様ビビるを座長に、毎回「○○なんて大嫌い!!」というテーマに沿ったコントを当時の若手同士で繰り広げ、後期3か月は若手芸人によるネタ見せコーナーおよび大喜利と言った内容。北海道文化放送でも遅れネットで放送された経験がある。
後期には笑う子犬の特別編と題された特番が数回放送された。
- 2000年8月19日には、「笑う子犬の生活R 特別編 やや甘い生活〜何故、人生は中途半端になってしまうのか〜」と称し、演技重視のオムニバスコントを数本オンエアし、土田晃之（U-turn）・升野英知（バカリズム）・大内登（ビビる）と生瀬勝久が出演した。
- 2000年10月4日には、「笑う子犬の生活スペシャル 笑う闘犬の雄叫び 闘犬外伝」と称し放送。ビビるをMCにアクシャンやU-turnなどの準レギュラーメンバーたちが出演し、モノボケや一発ギャグ対決が行われた。

出演：ビビる、アクシャン、ホームチーム、次長課長、U-turn、TIM、バカリズム、やるせなす、バナナマン、ザブングル、フットボールアワーほか

#### 笑う子犬の生活 ALIVE
- 2001年4月 - 2001年9月 月曜24時55分 - 25時25分

前作「R」の内容を引き継ぎ、原口あきまさとコージー冨田と千秋をMCに迎え、若手芸人2組によるネタコーナー及び若手同士による大喜利企画などを放送。
出演：千秋、コージー冨田、中川家、ホームチーム、アンジャッシュ、エレキコミック、バナナマン、ケンドーコバヤシ、ハローバイバイ、品川庄司、ダイノジ、おぎやはぎ、陣内智則、パラシュート部隊他

## 主なコント
コント開始時には必ず、英語の副題が付いたタイトルが表示される。

### 笑う犬の生活
引っ越し（小須田部長）
詳細は『小須田部長』を参照。
トシとサチ 梅屋敷の若者の全て - Dreamin’ on the Road -
大田区梅屋敷に住む、独特のイントネーションが特徴のトシ（堀内）と、サチ（遠山）が自動販売機の前で会話するコント。最終回では実際に梅屋敷でロケを行った。
テリーとドリー - TEXAS BRONCOS -
ドリー（原田泰造）・テリー（堀内健）が、遭遇したトラブルの場面で折衷案を出す。登場BGMも本家と同じクリエイションのスピニング・トーホールド。
てるとたいぞう - TERU&TAIZO -
後輩刑事のたいぞう（原田）に対し、禁断の同性愛に目覚める刑事・てる（内村）の物語。各部ごとに原田の演じる役が、たいしろう・たいのしん・たいきちと変更されるが、てるはそれら全ての人物に恋心を抱く。ストーリーは第5部まで続くが、未完結のまま打ち切られてしまった。『2008秋』の続編では新しい相棒（坪倉由幸）と共に第1話と同じシチュエーションで張り込み捜査を行うてると、その元に現れる、殉職したはずのたいぞうが描かれた。
てるはたいしろうとたいのしんの間でオカマの潤子（名倉潤）とも付き合っており、『冒険』と『2010寿』では潤子メインのスピンオフコント『ゴールデン通りの人々』も作られた。
余談だが、このコントは『笑う犬』シリーズ内で最初（『生活』第1回放送の最初に披露）に放送されたコントである。
関東土下座組 - AS TEARS GO BY -
様々なシチュエーションでやり場のない怒りをこらえきれなくなった人物（主に原田泰造・名倉潤）が場を殺伐とさせるが、そこへ登場した土下座一筋三十五年（後に三十六年）の組長（内村）が土下座ひとつで静める。必ず最後に組長が「いい土下座でしたよ」と褒められる。
組長は白の紋付に灰色の袴という身なりで、額には土下座による大きなタコが出来ている。紋は「土」の字を丸で囲んだもので、コント開始時のタイトルテロップにも大きく描かれていた。
初期は、組長の土下座に当事者が心打たれて引き下がり、褒められた組長による一言でオチがつく形式だった。後期は、土下座シーンに過剰な演出が入るようになるが、当事者は土下座の素晴らしさは認めつつも、事態が解決していないことで納得はせず、場が膠着しかける。そこへ土下座によって「難病が治る」「遭難者が助かる」などの奇跡が起こり、一件落着するという流れだった。
ヘバダ - HEBADA -
日本にやけに詳しく「俺、タイ人じゃないっすよ」が口癖の東南アジア系タレント・ヘバダ（名倉潤）の活躍を描く。
深夜時代の人気コントだったが、途中から登場した外国人のジョンソン役である外国人タレントと連絡が取れなくなりコントが収録出来なくなった。
ミツコと小松君 - MITSUKO&KOMATSU -
小松君（内村）の何気ないフレーズに、自分より格上なものが嫌いなミツコ（遠山）は「私はそこまで○○じゃない!」と理不尽にブチギレる。最初のタイトルは「ミツコ」のみであり、小松君はまだ名前はつけられていなかったが1998年10月28日放送分のエンディングトークにて視聴者からのメールの問い合わせで初めて名前が明らかになった。
じゅんとやよい - JUN&YAYOY -
5年以上もずるずる交際を続けるカップル、じゅん（名倉）とやよい（中島）の物語。このコントで沼田（後述）が初登場した。
リング 呪いのビデオ
じゅんとやよいからのスピンオフ。見たものは1週間後に死ぬと言われる『呪いのビデオ』。しかし、ビデオに写っているのは、沼田（内村）というハゲ頭の中年男性が、生活感溢れた自宅アパートの一室で、食事をしながら調子の良いことをカメラに向かって語り続けるというもの。その内容は説得力がまるでない上、部屋に侵入してくる近所の老人の高田（原田）とのたわいのないケンカまで収められている。のちに『沼田と高田』として独立した。
ミル姉さん - （Ms.MILKY → Ms.MILKY on  RADIO → Ms.MILKY in YOKOSUKA ）
桃井かおりをイメージしてキャラクター付けが行われた雌牛・ミル姉さん（内村）のコント。自身が切り盛りする横須賀市のスナックで、ブラックジョークを交えた世間話をしつつ、客の原田（牛乳が入ったグラスを持った左手のみの登場）のリクエストでカラオケを歌うも、最後は号泣するという流れである。後に店の常連客だった原田プロデューサーに声をかけられ、『Milky Video Channnel』（後述）を始めることになる。
2008年6月25日の『爆笑レッドカーペット』3時間スペシャルに特別出演した。その後、2018年12月31日の『第69回NHK紅白歌合戦』にもサプライズ出演した。
内村は、『ウッチャンナンチャンのウリナリ!!』（日本テレビ）で自分が演じていたホワイティとキャラがかぶっていると人から言われたことを告白している。
つつじヶ丘テニススクール - TENNIS GUYS -
講師のお蝶婦人（内村）がイラストを使ってテニス対決を展開。「安藤さん」への接続コントにも2度ほど登場し、安藤に向けてウケ狙いのイラストを出した。
大嵐浩太郎 - KING OF UZUMASA -
太秦にその名を轟かせる大物時代劇俳優・大嵐浩太郎（内村）が芸の幅を広げるためにさまざまな番組に（半ば無理矢理）出演し、時代劇での大げさな演技を行って自己満足に浸り、大嵐の言動に困惑する番組スタッフや共演者とのギャップを描く。大嵐の口癖は「まいていこう!」であり、その言葉が書かれた扇子を持っている。ナレーションは来宮良子が担当している。
『冒険』以降は大嵐があらゆる配役をひとりで演じたドラマ『ひとり○○』（ひとり忠臣蔵、ひとり徳川三代など）のコントも放送された。ナレーションも大嵐が担当。『情熱』最終回では「踊る大捜査線 THE MOVIE 2 レインボーブリッジを封鎖せよ!」のパロディである「ひとり踊る大捜査線 五条大橋を封鎖せよ！」が放送され、エンディングテーマ「Love Somebody」も大嵐歌唱によるものとなった。
2000年12月31日の大晦日特番で、大嵐として志村けんと対談し、『笑う犬』の製作に至った経緯を語った。
校長と教頭 - TEACHERS -
無人島に漂着した校長（原田）と教頭（名倉）の話。教頭はサバイバル能力ゼロの校長からサバイバル活動全般を押し付けられ、更には「自分はこのままでは一生教頭のままだ」と場違いな危機感を抱いており、なんとか自分だけ助かろうとする。
きらめく瞬間（）の中で - A WIFE OF TELEVISION -
主婦・内田よしえ（内村）がクイズ番組の司会やニュースキャスターに抜擢される。よしえは頑なに拒否するが「主婦には無理ですかねー」と言われるとスイッチが入る。『生活』最終回の総集編SPのMCも内田が務めた。
放課後 - before the piano lesson -
女子高生のテルミ（内村）とマドカ（堀内）が、マドカの憧れの人・山崎さん（名倉）に会うため雪山に行く。
RICH MAN FAMILY
東京・原宿にある吉田光三（内村）、潤三（名倉）、泰三（原田）の親子3代で経営している安売りの卸業・吉田トレーディングが舞台のコント。社長の潤三がボケたおす他の面々を緑のスリッパ片手に突っ込みを入れる。コント前に人物説明がありオチをおしおきで締める、笑う犬では唯一の連続シチュエーションコント。第一回目で中島が泣いてしまうというハプニングが発生した。
太陽は知っている - Beach Boys -
葉山先輩（内村）は海の家で女性との出会いを待ち続ける。最後は女性に断られる葉山先輩が太陽に照らされ、TUBEの楽曲をBGMに、「やばいな〜、この夏」と言って締める。葉山先輩の妹役として千秋がゲスト出演した。（第48回 - 1999年9月15日、冒険第1回）
アヤカ
アヤカ（内村）は彼氏からプロポーズされるが、結婚相手は自分より強い男であることを望み、結婚を賭けて格闘戦で勝負する。最終的には必ずアヤカが勝ってしまい、「父さん、また勝っちゃった」の台詞で締める。格闘シーンとオチのBGMには加古隆の『パリは燃えているか』が使用される。ナレーションは内村が担当。
今日の安藤さん
（内村。『笑う犬の生活』の項を参照）
- ELEVATOR - （メインタイトルは篠原ともえ等その都度扮装した有名人が入る）
エレベーターに様々な姿（チアリーダー『PLANETS!』・大橋巨泉・林家パー子・篠原ともえ・田中邦衛・江頭2:50・笑福亭鶴瓶）に扮した内村・名倉・原田・堀内が乗ってくる。乗っている間はおとなしいが、4階の家具売場に到着するとまた騒ぎ出す。2階は婦人服売場、3階は紳士服売場。「笑う犬の正月」で4階家具売り場の真実として、近藤真彦のコンサート会場だった事が明かされた。近藤真彦役はゲスト出演していた南原だった。
はじめて物語 - B.C.28000 -
3万年前の原始時代を舞台に、6人が『人類で初めて○○した人物』を演じる。
西瓜 - WATERMELON -
内村が西瓜割りをしており、割れた時にウォーターメロン（名倉）が登場。割った西瓜を戻してくれと悲願する。
3分先生
地球上に3分しかいることのできない3分先生（内村）が大急ぎで授業をしようとするが、生徒たちの行動などによって授業をやらずに帰ってしまう。
ネタ合わせ
若手のコントお笑いコンビがネタ合わせするという設定の堀内・内村出演コント。当時はまだ内村と堀内の絡みが少なく、堀内の自由奔放なボケが裏目に出てお蔵入りしていた作品だったが視聴者からのメールでその存在が明らかになった。
E-MAIL
内村と中島によるコント。恋人役の二人がオフィスのパソコンを使ってメールでやりとりをする。
BAR
バーの客（中島）に対してバーの店員（原田）から「あちらのお客様からです」と様々な贈り物が渡されるショートコント。
溺愛 - LOVE MAKES YOU BLIND -
入院中の祖父(内村)のもとにお見舞いにやってきた孫(堀内)が母親(中島)不在の間に悪態をつく。
子役あがり - from SUNFLOWER-
元子役の男(内村)が25年ぶりにドラマ出演するも子役時代の演技の癖が抜けずに悪戦苦闘する。
踊る大◯◯線
笑う犬メンバー総出演によるショートコント。元ネタは踊る大捜査線 THE MOVIEの予告CM。
マドモアゼル★ゆみこの12星座占い
最初に水晶玉の前で「テルミーテルミーテルミードゥ ポップンチェリーでシャラリンコ イエスイッツドゥ!」などの呪文を唱え、マドモアゼルゆみこ（堀内）が星座占いをする。終わった後は「明日もいい日でありますように」と書かれたブラインドが凄い勢いで落ちる。冒険ではエンディングコーナーとして引き継がれた。
補欠
野球部の補欠たちが同じ補欠部員である名倉の悩みを声出しでアドバイスする。
キャッチボール - Heart to Heart
公園でキャッチボールする親子を内村と堀内が演じるコント。しかし子供役の堀内が父親役の内村に痛烈な毒舌を飛ばす。内村の代わりに社長役の名倉がキャッチボールの相手をするパターンもある。
1/4
会社員に扮したネプチューン、内村が昼休みのバレーボールをしている最中にOL役の遠山景織子が現れてバレーボールに混ぜてもらう。その最中、遠山が妊娠している事を告白して男性陣に微妙な空気が流れる。
アナウンサー学校 - Repeat after me -
アナウンサー学校の講師（堀内）とその生徒をレギュラー全員が演じるコント。サブタイトルにもあるように、堀内が言った言葉を後に続いて繰り返す。最初は「あえいうえおあお」「かけきくけこかこ」と一見普通の練習に思わせておいて、毎回堀内の不思議な台詞が飛び出す、時には生徒が思わず笑ってしまうこともある。回を重ねていく中で堀内は番組スタッフ (アシスタントプロデューサー) の朝妻一をほぼ必ずネタに使用している（ネタ例として「AP朝妻、IMAGICAでぐっすり」等）。コントの最後は堀内がお題を言った後に笛を吹いたタイミングで生徒全員教室から出て行き、一番最後に教室を出た生徒がそのお題にそった解答でオチをつけて終了する。
屋上の女 - Women can fly -
彼にふられた女性（遠山）が屋上で「死んでやる」と叫ぶ。それをその場に居合わせた男性（原田）が引き止めようとする。そんな男性に対して「死なないからお金ちょうだい」と言う。男性はお金が惜しいので手持ちより安く告げるが、さらに女が追求し、増額してしまう。

### 笑う犬の冒険
生きる - TERRY&DOLLY -
『生活』とは異なり、ホワイトバックでのコントに。「毎日同じことの繰り返しで生きてる気持ちがしない」というドリー（原田）に、テリー（堀内）が様々な仕打ちをする。遠近法を使った小ネタが恒例。
CHAMIE'S ANGELS
チャーリーズ・エンジェルのパロディコント。愚かな男（南原）を救うために、チャーリー（声：中村正）から使命を受けたエンジェルたち（内村・遠山・中島）が活躍する。
Milky Video Channel
『自分が経営していた横須賀のスナックの常連客だった原田プロデューサーに声をかけられ、田舎にある印旛沼ケーブルテレビという放送局で冠番組を持った』というシチュエーションのもと、ミル姉さん（内村）がお気に入りの映画ビデオを紹介し、映画の名場面などを自ら一人芝居にて再現していた。
後のスペシャルでは、ミル姉さんのキャラクターモデルとなった桃井本人がゲスト出演し共演を果たしたが、内村本人は極度の緊張状態となり汗だくで演じていた。
番組終了後の2008年に内村が司会を務めるコント番組『ザ・スリーシアター』が『爆笑レッドカーペット』の特番内での放送された際に、前フリとして7年ぶりにテレビで披露された。
沼田と高田
『呪いのビデオ』から発展したコント。沼田（内村）というハゲ頭の中年男性が、自宅アパートの一室で食事をしつつ、調子の良いことをカメラに向かって語り続ける。部屋に侵入する近所の老人の高田（原田）とのケンカの他、沼田自身の複雑な家庭事情も描写された。
はっぱ隊
詳細は同項参照。
パタヤビーチ
パタヤビーチで、現地人の親子・ダディ（内村）とマイサン（堀内）が、原田と遠山演じる日本人夫婦に対して、「パタヤビーチへようこそ」の掛け声とともにショートコントを始める。コントに入る前にマンボNo.5を口ずさんで謎の踊りを披露する。その後ショートコントを繰り広げる。コント後に要求するチップの額はヒャクエン（100円）。まれに低い金額や高い金額を要求することがある。最後は決まって、マリリン・モンローの「I wanna be loved by you」を口ずさみながら、卑猥なダンスをして「ミッチー」「サッチー」と合いの手を入れるだけの『ミッチー・サッチー』というコントを披露する。このコントの途中で必ず夫婦は呆れて他の場所に行ってしまう。その後、マイサンがダディにコントの配役を交換するように懇願するが、ダディは拒否して走り去ってしまい、マイサンがひとりでマンボNo.5を口ずさんでコントをしつつ追いかけるというオチで終わる。両親も登場したことがある。
のちに夫婦には子供が生まれ、家族旅行に来る。しかし夫婦は原田の浮気がきっかけで離婚してしまった。
『情熱』では再現コントとして親子が原田から100円を貰うために日本で100円ショップを開業して成功を収め、店内で万引きをして店員(南原)に取り押さえられた原田と再会している。
後の特番では離婚したはずの夫婦がそろって再びパタヤビーチに遊びに来ている。
『2008秋』で、親子は社長になって再来日した。
ザ・センターマン
手に入れた金をどう分けるか、等と言う話になり当事者同士で会話しているところに、左半身だけ服を着て右半身は全裸のセンターマン（原田）が、『星獣戦隊ギンガマン』の挿入歌「銀河の王者ギンガイオー」のアレンジBGMに合わせて、高い（降りづらい）場所から登場。当時武富士のCMソングだったジョー・リノイエの「シンクロナイズド・ラブ」に乗せて、彼らに折半案を提示しながら踊る。『センターガールズ』と呼ばれるバックダンサーが、CMに出演していた『武富士ダンサーズ』と同じ衣装とダンスを披露していた。後にライバルキャラにあたるセンターマンUSA（右半身だけ服を着ている。実はオーストラリア人）も登場した。センターマンが踊る際、センターガールズと共に同曲のカラオケに合わせて替え歌を歌っていたのに対し、センターマンUSAは原曲をそのまま使用していた。放送当時、原田は本編において「妻は見ないようにしている。娘は（センターマンを見て）泣いた」と語っている。ナレーションは内村が担当。
フジテレビTWOでの再放送では編集でカットされ放送されなかった。理由等についてフジテレビ側は一切ノーコメントとしているが、原田の陰部が見えてしまっている（放映時はCG処理でぼかしている）回があるため、抗議を恐れてのカットと前述の武富士との権利関係によるものという2つの原因が考えられている（後の「あの人は今」シリーズコントで武富士からは黙認されていたとセンターマンが語っている）。2010年12月に放送された「笑う犬DVD2010」発売記念特番では原田が「フジテレビやうちの事務所（ワタナベエンターテインメント）の上層部にものすごく怒られ、コントを止めざるをえなくなった」と語っている。
アナウンサー学校
講師（堀内）が発声練習を称して毎回変なフレーズを生徒たち（他全員）に言わせる。特にAP（アシスタントプロデューサー）朝妻一を弄るネタは定番。同じノリで他にもADも弄ることがあった。最後は講師がホイッスルを吹いて教室を最後に出た生徒1人がオチとして指定された一発芸を行い、堀内が感想を述べたり、「○○の刑」など言って落とす。
一度だけ講師役を内村が担当したことがあり、最後のオチの部分を堀内が指定された。
講師によると『冒険』終了から『2008秋』までアナウンサー学校は休講されており「（詐欺で）塀の中にいた」そうである。
AP朝妻弄りの1つに「AP朝妻、そろそろAPのAをとっていいんじゃねぇか宣言」というものがあったが『2008秋』では（Aの肩書きの外れた）プロデューサーの1人に名を連ね、やはり弄られた。
特別講師としてゲストが出演するパターンがあり、その場合は堀内演じる講師の後輩という設定となっている。第50回にはOB露木茂が登場。
ちなみにこのコントは『生活』時代からあったが、本格的に始まったのは『冒険』からである。
ユキオとひろし
バカな中学生・ユキオ（名倉）とひろし （原田）による教室での2人コント。ユキオの方がやや頭が良く、ひろしを騙すこともある。このコントは唯一タイトルがテロップではなく、黒板にチョークで書かれており、開始時に消される。
『2010～新たなる旅～』で、2人は会社員になったが、リストラされた。
ナマズ - a father & his son -
原田と堀内が演じるなまずの親子の日常を綴ったコント。回を重ねることに悲惨な日常になっていくが、オチでは必ず父親役の原田が餌に釣られてしまう。回を重ねる内に堀内演じる子ナマズの嫁(遠山)や孫ナマズ(内村)が登場する。
クイズ当てたらごめいさん!
司会のカブトムシ・メガロマン（堀内）とアシスタントのテントウムシ・てんとうよしみ（原田）によるクイズ番組に名倉が出場するが、まともにクイズが出題されることはなく、司会コンビのグダグダな会話だけで終わってしまう。タイトルの頭に「新」「超」とつく場合もあるが、内容は同じである。
回によっては、映像はそのままで、メガロマンの声を原田が、てんとうの声を堀内が入れ替えて担当することもあった。
メガロマンは特撮映画『ゴジラ対メガロ』などに登場する昆虫怪獣「メガロ」が元ネタで、特撮テレビ番組『メガロマン』との関連はない。てんとうよしみは演歌歌手の天童よしみのもじりである。ネプチューンの出演番組『ネプリーグ』の『トラップハウス』コーナーに登場したテントウムシの乗り物にも、『よしみちゃん』という愛称が付けられていた。
テレショップ お勉強一直線!
『クイズ当てたらごめいさん!』の続編。メガロマン・てんとうのコンビは変わらず、名倉がメーカー側の役。
お隣りさん - Apartment Horror -
嵐山親方（名倉）がアパートの一室に相撲部屋を開こうと、内弟子を引き連れて隣人（内村）に同意を求め、無論拒否されるが諦めずあの手この手で認めさせようとする。内弟子である力士・ワカタカ（堀内）は「ごっつぁんです」としか喋らず、最後は隣人から心配されてどこかに連れて行かれるオチで終わる。
ぶっちゃん
1999年当時の内閣総理大臣・小渕恵三のパロディ。とぼけているぶっちゃん（内村）に、秘書（名倉）は衆議院解散を迫るが、適当な話題を振られてはぐらかされる。小渕の急病（後に死去）によって打ち切られた。
ひろむちゃん
2000年当時の自由民主党幹事長・野中広務のパロディ。『ぶっちゃん』終了に伴い開始。ひろむちゃん（名倉）がラーメンや蕎麦を食べながら秘書（大内・遠山）と会話するが、出前持ちのモモコ（南原）がちゃちゃを入れてくる。ラストは『私のお気に入り』が流れ、ひろむちゃんが「そうだ、京都に帰ろう」とつぶやく。そしてモモコがひろむちゃんの机の前に姿を現し、一言言って終わる。
後日名倉は野中に会い、公認されている。
ミスターアブドラ - The Travel Diary -
エレベーターに乗って登場。インド風の服装をした女性陣2人がテーマを歌い、ネタを提示されたアブドラ（大木）が一発ネタをやる。スペシャル「春のアブドラ祭り」では他の男性メンバーも挑戦し、谷啓が懐かしの「ガチョーーン!」を披露した。男性レギュラー陣のプレッシャーにあせる大木が見物であった。ネタには『旅日記』『部活動』『20世紀』などのパターンがあった。内村からは「これコントじゃねえだろ……」とダメ出しされていた。
魔法のランプ - HELP ME!! -
内村の前に現れたどんな願いでもかなえる魔人さん（南原）が理不尽な願いを叶える。途中から魔人さんが病気になってしまい、それを治してもらうために願いを使ってほしいと懇願するが、別の願いを言われて落胆する。
やるなら今しかねえのコーナー
セーラー服に変なちょんまげという格好の師匠（原田）とボンス（大木）が、ホワイトバックの中で様々なことに挑戦する。成功すると叫びとともにカメラが大きく引く。師匠はロングスカート、ボンスはパンツが隠れないほどの超ミニスカートを着用。ボンスは堀内が命名した大木のあだ名である。
白銀は知っている
『太陽は知っている』の続編。葉山先輩（内村）はスキー場のロッジで女性を待ち続ける。最終回で中島の相方である松嶋が登場した。
組長の決心
南原演ずる組長が「大学に行く」などと決心し、若頭（原田）が止めようとする。最後、組長は組員達（内村・堀内・大木）とともにノリノリでマフィアとの抗争へ出撃していく。
静かにパニクる
内村演ずる中年のアルバイト店員が静かにパニックに陥り、様々なハプニングを引き起こす。最後は店長の原田に怒られて帰らされるが、それでも悪びれずに明日も出勤することを告げるというオチで終わる。
ハンサム侍
時代劇風コント。最初に内村が気持ちよくなるためだけのコントというナレーションが入る。毎回悪事を働くブサイク三兄弟（長男・南原、次男・原田、三男・名倉）を、ハンサム侍（内村）が斬り捨てる。時折ブサイク三兄弟の方がまともなことを言っているのだが、ブサイクであるが故に聞いてもらえない。ハンサム侍が人物名を発して斬り、三兄弟がその物真似をして倒される。
ハンサム侍の味方として、解説役の町男（大木）や町女のやよい（中島）も登場。やよいはハンサム侍が好きではあるが、調子づいたり、ハンサム侍に対して毒づいた言動を行う。三兄弟が倒されると改めてハンサム侍に媚びるが、それがハンサム侍の怒りを買い、三兄弟と同じく斬られた上に、物真似をさせられる。
立ち回りのシーンでのBGMは毎回B'zの曲であり、第1回は「Liar! Liar!」であった。
後期には、土田が演じるニセハンサム侍も登場。立ち回りのBGMはWANDS。また、小室哲哉が「超ハンサム侍」としてゲスト出演したこともあった。
チューチューディレクター
原田扮するラジオ番組のディレクターが、自分がファンである女性ゲストに番組内のプレゼント企画のキーワードとして、「泰造、愛してる」などのセクハラ染みたフレーズを言わせるコント。原田は1人で悶えては、スタッフの名倉の服を破いたり、破いた枕を頭にかぶせるなどの暴走をする。放送終了後、原田は女性ゲストに交際を迫るが、ビンタされるオチで終わる。主なゲストはすほうれいこ、中森明菜、高橋かおりなど。
一度だけ、内村本人の希望で、内村がディレクターに扮した回（UCHIMURA　VERSION）が制作され、その際のゲストは中島が演じた。オチで中島からビンタされた内村は、彼女にビンタをやり返すという、本家は違うアレンジがされている。
小梅ちゃん
宇宙人の小梅ちゃん（遠山）がマナーに反することばかりして、ゆたか少年（南原）にはたかれる。小梅ちゃんはそのたびに「ポー」とむくれる。小梅ちゃんの風貌はテレタビーズがモチーフ。
多摩川あくま団
大人の嘘や建前が嫌いなあくま団が大人たちを拉致し、拷問にかける。あくま団メンバーは内村又は南原・中島・大木・名倉又は堀内で、拷問を受けるのはメンバー以外のレギュラー出演者。メンバーの質問に答えられなかったり、メンバーの機嫌を損ねたりすると服の中に仕掛けられた風船が膨らんでいく。
つとむくん
先生（遠山）の質問に園児達が答える中、つとむ君（内村）は耽美的な答えを返す（例：「将来の夢は?」→「美しく散ること」、「なりたい動物は?」→「ペガサス」）。最後はプリンスの「パープルレイン」が流れる。
遠山が「よしお君は？」と名前を間違えるNGシーンが流れたことがある。
みち子と安田物語
みち子（中島）と安田（大内）のラブストーリー、かと思いきや突如ビートルズに扮した4人組（ポール・マッカートニー（内村）、ジョン・レノン（南原）、ジョージ・ハリスン（堀内）、リンゴ・スター（原田））が登場して歌いだす。ちなみに内村だけはつけ鼻を使わずに演じていた。
なお初回のコントは「元祖ビートルズ」という名前だった(遠山と中島が露天風呂に入浴中にビートルズに覗かれるという設定)。
デスラー
『宇宙戦艦ヤマト』のパロディ。ヤマトの乗組員（沖田十三（南原）、古代進（原田）、森雪（中島）、島大介（堀内））に向かってデスラー（内村）が真面目なメッセージを送るが、その後ろでは母親（名倉）が家事などの生活感溢れる行為をしており、デスラーの話を邪魔してくる。通信が途切れたあと、沖田扮する南原がガミラスへの攻撃を指示するオチで締める。
なお、デスラーがメインパネルに現れるBGMに、何故か白色彗星帝国のテーマが使用されていた。
配信版ではBGMが丸ごと変更になっている。
室田伏家の人々
室伏親子がモデル。色々な事をしている息子の鉄男（名倉）に、父（南原）は何としてでもハンマー投げの道を歩ませようとする。
娘よ
娘（中島）が交際中の男性を家に連れてくるが、父親（内村）はその男の言動が気になる。登場した男は、ティッシュペーパーを使いまくる男（大内）、質問の意味がわかっていない男（名倉）、伝聞系でしか話さない男（原田）など。春のアブドラ祭りスペシャルでは若大将と呼ばれている男(大木)、大人っぽくてしっかりとした男性(谷啓)、マネージャーのように支えてくれる男性(難波規精)が登場した。なお、男の言動を父親が気にするのに対して、娘や母親（遠山）がそれを気にするかどうかは回によって異なる。
このコントも『アナウンサー学校』同様『生活』時代からあった。
AYUの妖精
名倉演じるAYUの前にアルバム「Duty」における豹の姿をした妖精（内村・堀内）が現れ騒動を起こす。
カマモトさん
釜本邦茂がモデル。さまざまな場所にカマモトさん（名倉）が「サッカーや!」の一言とともに登場し、サッカーの話ばかりしては出会った人をシュートしていく。最後はフィリップ・トルシエ（のそっくりさん）が登場するのがお約束。
夢のかたち
南原、名倉、堀内らが新人バンドを演じる。歌を歌っても全く客はノらないが、間奏で手品や小噺を始めるといきなりノリ出す。
野人
野人を探している探検家・イシドメケンジ（原田）の前に野人（内村）が現れ道を教えたりする。イシドメは彼が自分が探している野人だということに気づいていない。
婦警物語
ミニパトで駆けつけた独身先輩婦警（内村）と後輩婦警（堀内）が前から目を付けていたイケメン違反者（名倉）に職質（プライベートな質問）をしながら告白するも振られ腹を殴りミニパトに乗せ去っていく。時折先輩は側転で喜びを表す。
GINOYAN
『ASAYAN』（テレビ東京）のパロディ。沖縄県宜野湾市を舞台にハブとマングースのショーがマンネリのため、ハブと何の対決ショーをやるかをプロデューサー（与座）が考える。
スタントマン
スタントマンのジョニー（内村）がスタントに挑戦するがAD（原田）がジョニーの妻との不貞を暴露して失意のうちにスタントを成功させていく。口癖は「ギリかな」。
ナッチ
タッチのパロディ。ナッチ（名倉）とホッチ（堀内）がみなみ（大木）に告白するかを争っている（というより譲り合っている）所をみなみが仲裁に入るが、みなみが激怒してしまう。
旅路
『銀河鉄道999』のパロディで自分の嫁を探す星野哲郎（土田）とビールに合うおつまみを探すメーテル（内村）が各地を新幹線で旅する。ちなみに哲郎とメーテルは親子で無賃乗車。
クロ
70年代の飲み屋を舞台にロカビリー歌手を目指して上京するも今は飲み屋の雇われ店長の男(南原)、売れない小説ばかり書いてる初老の男(内村)、ストリッパー(中島)と写真家でヒモの男(大内)、スナックを経営しているジュンコママ(名倉)が騒動を巻き起こすノスタルジーを感じるコント。のちに『日曜犬の劇場 ゴールデン通りの人々』に改名。
10円
様々なシチュエーションの中、北海道からやって来た集金人（内村）が請求書を受け取った男（名倉）へ10円を回収しに訪れる。
不適切な関係
離婚したはずの妻（遠山）が元夫（南原）に付き纏い、南原の新しい家庭に勝手に住み着いたり、直接の血のつながりがない子供の挙式に参加したり、最期は同じ墓の中に入るという少しブラックなコント。
そのコント、とりあえずやってみよう!のコーナー
コントの脚本・演出をメンバー達がそれぞれ担当する。詳細は後述する。放送されたコントは以下の通り。
- スーパーカリアゲギャルクリコ

堀内作・演出。美容室でなぜか刈り上げヘアにされてしまったせいで不登校になってしまったコギャルのクリコ（堀内）が主人公。いわゆるホリケンワールドが満載のコント。とりあえずやってみようのコーナーの記念すべき第一回目のコントでもある。刈り上げヘアでショックのあまり不登校になってしまった女子高生クリコ(堀内)を中心にママ(遠山)、目指せ東大と書かれた鉢巻を巻き、半纏姿のクリヒコ(内村)、西留（）（原田）が出演。ゲストにマチコ先生（南原）やキョウコ先生（小泉今日子）が登場した。
ママはコントの最後でクリコにセクハラまがいのギャグを強要されるのがオチ。キョウコ先生登場時にも同じ事を行ったが、ママとは違い躊躇いもなくそのままやっていたので堀内は戸惑っていた。
ママ役の遠野が産休で降板したため、コントはそのまま終了した。
- ゴーマリサン

名倉作・演出。前半部はブラッド・ピットが出演していたエドウイン503ジーンズのCMのパロディ。バスの車内でナグッド・ピッド（名倉）がギターで「ゴーマリサン、ナグラ」と弾き語っているが、実はダムの工事現場に向かうバスだった事が明かされ、親方（内村）からドヤされる。
配信版ではカットされている。
- トラだもん

原田作・演出。ドラえもんのパロディ。空き地でのび太（内村）がジャイアン（遠山）に相撲対決で負けてしまい、のび太のおもちゃを取り上げてしまう。「助けて～ドラえも～ん」と叫ぶと、トラだもん（原田）が現れる。
原田によるとこのコントを撮り終えた後にスタッフから「藤子プロサイドに無許可で放送するのはまずいのではないか？」という意見が今更出たため一度はお蔵入りになりかけたが、原田が一人で当時新宿にあった藤子プロの事務所にビデオテープを持参し、当時の藤子プロスタッフと共に視聴して正式に許可を貰ったというエピソードがある。
一回しか放送されてないコントだが、なぜか『2010新たなる旅』にて放送されたコント「全力キャラ坂」に登場した。
- 晩秋

内村作・演出。内村が小津安二郎の映画作品を視聴したことがきっかけで生まれたコント。
- TRAFFIC JAM CAFE

南原作・演出。冴えない男（南原）がなぜかラップで注文しないといけないカフェに立ち寄った事がきっかけとなり、男がラップを通して成長していくミュージカル調のコント。BGMは後に、はっぱ隊「YATTA!」の作曲を手掛けるダンス☆マンが担当した。
- 京女

中島作・演出。内容は中島の母（中島）が撮影休憩中のメンバー達に突撃訪問するもの。中島曰く、このコントには台本が存在しないので遠野いびりや(当時独身だった)内村に対する娘を内村の嫁にするアピール以外はすべて中島のアドリブである。2回ほどコントが作られたがどちらも原田の女性関係をぶっこんでいる。
- The Joker

大木作・演出。笑われるのが大嫌いなマフィアの親分（大木）が、人質相手にアメリカンジョークやショートコントで人質を笑わせる。人質は口に水を含んでおり、噴き出したら親分に持っている拳銃で撃たれてしまう。アメリカンジョークのネタは必ず「先日」の言葉から始める。
レギュラーは子分（初回の海外編は大内、それ以降の春日部編は内村）以外全員が人質となる。第二回目からはゲストも登場している。
初回は内村と遠野以外を笑わせることに成功。
二回目は初ゲストで番組出演者である木村大作が参加。そのせいで大木は極度の緊張に陥りトレードマークの眼鏡をかけ忘れるという大失態を犯した上、前回よりもイマイチな結果になった。
三回目は大木の要望によりコントの舞台をアメリカから日本に変更。さらに子分を内村が担当したことにより気分を一新。前回よりもウケるようになった。
その後、『情熱』最終回で放送された「お蔵入りクイズ」の司会として登場し、メンバーに対して久々にアメリカンジョークやショートコントを披露した。
- 愛の大木劇場

大木作・演出、相手役を遠山が演じたドラマ風のコント。他の出演者からはセリフの棒読みやグダグダ感、何故かワイングラスの持ち方にダメ出しを受けていた
- 闘牛士 - a matador -

名倉作・演出。闘牛士（名倉）に向かっておばさんが突進してくる。孤児院の前に捨てられた過去のトラウマを思い出し、おばさんのお尻を追っかけ回す。
- 応援団

大内作・演出。応援団長に扮した大内がメンバーやスタッフに言われたショックな一言を応援団スタイルで暴露していく。

### 笑う犬の発見
スクールデイズ
学生に扮したまさやん（原田）、よっさん（内村）によるコント。終盤までは仲良く話していたが、最終的には原田が突き放す。
ゲストを交えて話をする会もあるが、オチはやはりよっさんが裏切られたり、突き放したりされて終わるもの。
熟年離婚
夫（原田）と妻（内村）のコント。『階段を3歩で上がる』『ソファーを助走なしで飛び越える』などができたら夫と離婚をする賭けに出るが、必ず失敗する。
世界ブルルン滞在記
『世界ウルルン滞在記』（TBSテレビ）のパロディ。旅人（原田）と秘境の村人（内村）との暖かい触れ合いとなるはずが、村人は日本並みの文化レベルを所有していて旅人はコケにされる。
歌謡スナック2丁目
オカマバーの客（南原）がカラオケで歌う歌の随所に、オカマ（内村・名倉・原田・堀内）がオカマの要素のある言葉をつけていくというもの。南原の代わりにゲストが登場することもあった。
お便りのコーナー内で新宿2丁目で流行ってしまったと話題になり、その後全国のオカマバーからNo.1を決める大会「第一回全日本歌謡スナック2丁目選手権」が開催された。
黄金ナット
『黄金バット』のパロディ。悪の科学者ラゾー（原田）が子分2人とともに町の人（主にベッキー）を襲い、そこに全身金色の黄金ナット（名倉）がかけつけラゾーらを追い払うも顔が恐いため助けられた人や駆けつけた警官（内村・堀内）、野次馬から悪人扱いを受けてしまい最後は全員から逃げられてしまうというもの。ラゾーは警官から、ナットの悪事を通報する善良な市民と思われている。
キム・ヤンミン～お笑いの日韓交流～
韓国から来たお笑い芸人キム・ヤンミン（内村）が韓国語でショートコントを行うが、日本人には全く伝わらず場を白けさせる。ゲストとして韓国籍のソニンやユンソナが出演した事もある。
うじうじ部長課長
職場のオフィス内で何らかのイベントやハプニングが起こり、部長（堀内）と課長（内村）がひたすら妄想を繰り広げるが、最終的には二人には関係ない事が判明し、置いてけぼりにされる。
マッチョがやってきた
マッチョさん（本名：林和美）（内村）が映画館や病院に訪れ、受付係（ベッキー）に対し、「マッチョ」や「筋肉」にちなんだ言葉で執拗に絡む。

### 笑う犬の情熱
メリーアン
1人の客（名倉）の前にTHE ALFEE（高見沢俊彦（内村）、桜井賢（原田）、坂崎幸之助（堀内））が乗り合わせ、ふとしたきっかけで仲違いし解散しようとするがすぐ仲直りし、『メリーアン』のサビを延々と歌う。
ミスターアンニュイ
さまざまな場面でドラマ『愛なんていらねえよ、夏』の主人公・白鳥レイジ（演：渡部篤郎）に扮した内村が出てきて回りくどく長い独り言を言い続ける。
オルゴール
メンバーの1人が店にあるオルゴールを開けると中にいる2人（原田扮するファイトマネー先輩と堀内扮するマネージャー）が動き出し、最終的には呆れられ箱を閉められる。その後、オルゴールの設定を無くして「ファイトマネー先輩」のコーナーとなった。
トラ男（）
トラ男（堀内）が、トラの集会と勘違いして（聞き間違えて）様々な場所にやってきて騒動を起こす。
研修のメリークリスマス（ドッグ電器シリーズ）
家電量販店・ドッグ電器を舞台に、新入社員4人（南原、名倉、原田、堀内）と新人研修講師の鬼教官、水野（内村）のやり取りを描く。
タイトルやBGM、水野がホモという設定は映画『戦場のメリークリスマス』の、水野のキャラクターは映画『フルメタル・ジャケット』に登場する鬼教官ハートマン先任軍曹のパロディである。水野は一目惚れした石田（原田）にのみ怪しげな態度で迫る。他の3人、特に遠藤（南原）には非常に厳しく「紙やすり」「ゴルフボール」「からあげクン」などのあだ名を付けて罵る。
みつる
様々なシチュエーションの中、しばやん（名倉）・まるお（南原）の前に、中学以来会っていなかった友人・みつる（内村）が現れる。折角だからと、まるおが誘うが、自虐しながら遠慮したせいで、毎回帰る羽目になる。
このコントには三人の共通の友人として、「あらやん」が出てくるが、毎回本人は不在。『情熱』最終回で遂にあらい（袴田吉彦）が登場し、あらいの計らいによって同窓会に出席する事になる。その中でみつるは、名前がみのるだった事を告げる。

### 笑う犬の太陽
電気屋のメリークリスマス
『情熱』のコント『研修のメリークリスマス』の続編。研修を終えた4人が遠藤先輩（遠藤）と共に店長の水野の厳しい教育を受ける。
細貝数の子 人生占術
堀内扮する細貝数の子が変わった言い回しで人生相談をする。このキャラクターは後にフジテレビ系列『幸せって何だっけ 〜カズカズの宝話〜』にも登場した。
ウチくれば！？
『ウチくる!?』（フジテレビ）のパロディ。司会は中山秀征（名倉）、飯島愛（遠藤）でナレーターは本家の三石琴乃に似せた青木さやか。ゲストの夏川俊介（内村）が生まれ育った品川区渚一丁目を練り歩くが、夏川に対して街行く人々から「付け鼻」「偽善者」と罵倒され、物を投げられる。
火曜犬の劇場「コーポ田宮の大家は田宮一郎（笑）」
宮藤官九郎が書く新作連続ドラマを放送する予定だったが、諸事情により脚本が間に合わなかった為、その諸事情が放送される。
宮藤官九郎と風変わりなコーポ田宮の住人たちが巻き起こす10分間のショートドラマ。打ち切りのため未完に終わる。

### 2008秋・2010寿・新たなる旅
復活後は『生活』『冒険』時代の新作コントも放送された。
部長関谷
部長・関谷（内村）が、仕事でミスを犯した部下・犬飼（堀内）を庇うも、これに乗じて上司の室長・猫田（原田）を前に全責任を犬飼から押し付けられるというまさかの裏切りにより破滅していく。『2008秋』では課長を経て係長に降格したが、『2010寿』では部長に復帰する。ちなみに犬飼には専務にしておじの田中がいるが、彼が横領していることを告発して自分が後釜の専務になろうとするまでに腹黒い。
天才○○と助手
原田扮する博士（寿）・マジシャン（新たなる旅）がプロジェクトの準備をするが、助手のギャル系カップル（堀内・ベッキー）に勝手にいじられた挙句壊されてしまう。
なめられ内閣・総理大臣の秘かな愉しみ
『2010寿』では総理大臣（内村）が内閣発足後の閣僚と揃っての記念撮影時では携帯電話で撮影され、アメリカのオバマ大統領（名倉）との調印時には恒例のペンの交換において総理のペンは受け取ってもらえたが大統領からはペンではなくカエルのくっついたデザインの安物のペンを渡され、記者会見時にはインタビューの途中でマイクを向けていた記者（原田）の携帯電話の着信音が鳴り、そのまま通話しながらインタビューされ、ついには通話を優先させた記者からマイクを手渡された挙句、インタビューを完全に無視してやりたい放題の記者に耐えかねてマイクを乱暴にテーブルに置いて立ち去る。『新たなる旅』では支持率が11％、その2では8%、その3では1.8％に落ち込み秘書（原田）が解散を勧めるが、「サミットに出たい」、「相撲の千秋楽に行きたい」、「宇宙飛行士と話したい」などと理由をつけて頑なに解散を拒み、「動（うーご）かない！」と駄々をこねるが、その3のラストにおいてとうとう我慢の限界に達した秘書から平手打ちをされた末、引きずり出された。なお、前者での総理は髪の一部が白く、向かって右側に分け目のある七三分けの髪型で、口調は普通であるが、後者での総理は黒髪で、向かって左側に分け目のある七三分けの髪型であり、口調は感情的かつ子供じみている。また、後者の舞台である総理執務室の中には総理直筆の色紙が入った額縁が飾られているが、そこに書かれているのは「第九十代 内閣総理大臣 内村光良」と「笑天南雲」である。
出演交渉
大物舞台俳優・沢村一馬（南原）を制作プロデューサー（内村）、演出担当（名倉）が出演交渉するが、結局無しにされてしまう。
スーパーカリアゲ○○クリコ
『冒険』時代の『スーパーカリアゲギャルクリコ』の続編。先生だった西留（ニッチョメ）と結婚し、『2010寿』では花嫁、『新たなる旅』では新妻となっている。

## 主なコーナー

### 笑う犬の生活
SHOW BAND OH GIRIIII
出されるお題に男性陣がBGMに合わせて回答していく。誤った回答をするとフェンス越しに物を投げられる。
緊急特番！小松っちゃん、何が気に入らないの？スペシャル
収録されたコントの中でお蔵入りになった作品をその理由が書かれた小松メモを添えて放送した。『冒険』では小松ちゃんのダメ出しのコーナーと名前を変えて引き継がれた。
お便りのコーナー
番組に寄せられた意見やメンバーへの質問に回答するトークコーナー。主にエンディングで放送された。『冒険』と『情熱』でも放送された。

### 笑う犬の冒険
SHOW BAND OH GIRIIII
MCとして谷啓、ダンサーにEE JUMPが登場。毎回谷から出されるお題に、THE SUPER MARKETの演奏するプラウド・メアリーに乗せてメンバー全員が回答していく。誤答によるペナルティはなくなったが、谷啓が小言を言うなどのリアクションするようになった。
ハチ
オープニングコーナー。巨大なセットの中で、犬のハチ（内村）が視聴者からの質問に答える。飼い主の声は中島が担当。場合によっては他のメンバーがハチを演じていた。なお、ハチの名前はフジテレビのチャンネル番号に由来する。シドニーオリンピック開催期間中はハチのオリンピックメモリーズという特別コーナーに変更になっていた。
そのコント、とりあえずやってみよう!のコーナー
初期の頃に存在したコーナー。コントの脚本・演出をメンバー達がそれぞれ担当する。コント終了後には出演したメンバー達がコントの裏話で盛り上がる。類似した企画で『このキャラクターやってみたい!のコーナー』（シリーズ物のコントを通常とは別のメンバーが主役となって行うもの）があった。
THE LAST SCENE
初期に存在したコーナー。前半は上島竜兵や笑福亭鶴瓶などゲストを交えたコント、後半は映画監督木村大作が演出、ラストカットのみ南原が撮影するショートフィルムを制作するコーナー。全5回オンエアされ、最終回はゲストに谷啓を迎えてレギュラーメンバー総出演となった」。
小松ちゃんのダメ出しのコーナー
番組の終盤に放送されたコーナー。コント中の出演者のミスなどをプロデューサーである小松純也が指摘して実際にそのコントを見てみるというコーナー。
PHOTO RECYCLE
谷啓とEE JUMPが視聴者から送られてきた捨てようと思っていた写真を紹介するコーナー。
あのキャラクターの1本目が見てみたい!!のコーナー
タイトル通り、複数回放送されたシリーズ物の第1回を出演者全員で鑑賞するコーナー。

### 笑う犬の発見
ホリケン★サイズ
前期オープニングコーナー。お兄やん（堀内）がスタジオ内で太っている子供を集め、『太っているとハンバーグが食べられなくなってしまう』という趣旨の紙芝居を見せた後、堀内考案のエクササイズ体操を行う。後にスタジオのみならずスタジオを飛び出して幼稚園や小学校でロケで披露する企画も登場した。
犬PIECE（ワンピース）
後期オープニングコーナー。直前に放送されていたアニメ『ONE PIECE』のパロディで、青い犬を助けないと番組が始まらないという設定。アニメのルフィ（声：田中真弓）の号令のもと、ウソップ（原田）、宇宙人ピピプー（名倉）、チョッパー（着ぐるみ、演者不明）が4つあるパネルのうちの1つを選び正解のパネルを選ぶと青い犬を助けられるが、不正解だと罠に引っかかる。
◯◯する顔を見てみよう・◯◯をしているのは誰だ？
番組オープニング。男性陣が毎回異なるお題（キスする顔など）に沿って顔芸するコーナー。その後「◯◯をしているのは誰だ？」となり、男性陣を探すクイズとなった。
信号確認ゲームシリーズ
後述。
◯◯としゃべろう
ゲスト出演者とトークをするコーナー。レギュラーメンバーがゲストへの質問を考え、ルーレットでお題を決定していく。
原田泰造アンビリバボー
同じフジテレビ系列である『奇跡体験!アンビリバボー』のパロディ。司会として、共に当時の司会である所ジョージ、佐藤藍子に南原と内村が扮している。基本的に本家に似せた心霊系のコーナーだが、一方で原田の私生活における秘密を暴露する企画でもある。大槻義彦、大竹まこと、松尾貴史、韮澤潤一郎など、当時『ビートたけしのTVタックル』（テレビ朝日）に出演していたコメンテーターたちが大量に出演していた。内容は以下の通り。
- 原田には（放送当時）狙っている二人の女性がいて、その内の一人である吉岡美穂には電話番号を聞き出そうとするもマネージャーからNGを出され失敗に終わる。もう一人はネプチューンの元マネージャーである女性[注 10]で、原田の自宅に誘われたり三回ほどおっぱい触らせて貰おうとするなどセクハラまがいの行動を暴露された[注 11]。
- かねてから狙っていた小池栄子と合コン[注 12]をするも、新作の一発ギャグ[注 13]が不発に終わったり、途中で小池が帰ってしまい反省会の帰りに風俗に通った事も暴露された[注 14]。

モト冬樹フレンドパーク
『関口宏の東京フレンドパークII』（TBSテレビ）のパロディ。司会は関内（内村）と渡南原（南原）、従業員役にベッキー。ゲストとしてネプチューン、さまぁ〜ず、ダチョウ倶楽部が登場。モト冬樹のカツラ装着を止めさせるために、本家同様ゲームに挑戦しクリア景品の金貨をダーツ矢に交換、ルーレットに書かれた「ヅラ」「ハゲ」の「ハゲ」に当たれば無事阻止成功となる。ルーレットの結果は「ヅラ」に当たり、阻止失敗に終わった。
笑う犬AD筋肉番付 ～最強AD No.1決定戦～
筋肉番付・スポーツマンNo.1決定戦のパロディ。
フジテレビのバラエティ番組を担当するADが集まり、ADたちが競技に挑戦し1位を争う企画。
実況として辻よしなり、解説にウンナン・ベッキー・滝川クリステル、現場リポーターとしてネプチューンが出演。
元世界チャンピオンシリーズ
ガッツ石松、具志堅用高、平仲明信、輪島功一の元世界チャンピオン達による企画。
- 名倉正広のボケ生き

『中居正広のボクらはみんな生きている』（フジテレビ）のパロディ。司会は名倉正広（名倉）、回答者が上記の元世界チャンピオン達。彼らのボケ回答を楽しむ企画。
- ビストロスチャンプ

『SMAP×SMAP』（フジテレビ）内のコーナー「BISTRO SMAP」のパロディ。司会はダブル中居くん（内村、南原）。彼らが手作り料理を披露する企画。料理のサポートにネプチューンが回った。
- ガッツンコ！ホストクラブ

『ガチンコ!』（TBSテレビ）内コーナー「ファイトクラブ」のパロディ。
「世界チャンピオン2期生」オーディションを開催し、参加者（井岡弘樹、勇利アルバチャコフ、原田）に対して彼らが審査していく企画。ホストクラブの客役で小池栄子が参加した。
- 内村独身さよなら企画　フィーリングカップル1対5

『プロポーズ大作戦』内コーナー「フィーリングカップル5vs5」のパロディ。司会は名倉山やすし（名倉）・原田川きよし（原田）。
独身者である内村が平山あやとお見合い成立を目指す企画。引き立て役として彼らが出演し、1対5となる図式で行われたが、彼らがボケ回答を連発していった。
世界にひろげよう日本のユーモ輪・世界にひろげよう日本のユーモ輪 II
日本人のユーモアを海外番組にアピールする企画。男性陣が様々な衣装に格好し、海外の番組にインタビューされて無事に放送されれば成功となる。
「日本のユーモ輪」ではサッカーの親善試合を取材に来た海外クルーに対してアピール（「I」では名倉と内村が、「II」では名倉が海外のニュース番組に流れた）。
世界にひろげよう野球の輪
野球を知らない外国人を募集し、名倉率いる「名倉はじめて野球軍」の初試合を行った。
発掘!あるある芸人大辞典
同じフジテレビ系列で、後番組の『発掘!あるある大事典』のパロディ。内村が毎回あつあつおでんなどの罰ゲームにありがちな事をさせられる。このコント直後に本家の予告が流れた。
タイゾー＆ベッキーのミュージカルイングリッシュ
タイゾー（原田）とベッキーがミュージカル風に英単語を解説するコーナー。
どっちのモノマネショー
どっちの料理ショーのパロディ。
司会は関内宏（内村）と三宅原裕司（南原）。どちらのモノマネの方が見たいか、パネリスト（ゲスト陣）から判定をしてもらう企画。
この企画のために挑戦者は特殊メイクを施し、ダンスレッスンや映画のワンシーンを作り込んだ。
第一回目はクリス・タッカー（名倉）と三ツ木清隆（原田）、第二回目はメグ・ライアン（名倉）ハーレイ・Ｊ・オスメント（内村）、第三回目はサモ・ハン・キンポー（名倉）とジョン・トラボルタ（原田）で対決を行った。
第一回目と第三回目はジャッキー・チェン（内村）が飛び入り参加した。また、第三回目はサモ・ハン・キンポー本人がスタジオに登場し、企画そっちのけとなった。

### 笑う犬の情熱
森っ子カブタン
後述。
ウサギの翔ちゃん
前期オープニングコーナー。内村が哀川翔のものまねをしながら『冒険』のコーナー『ハチ』と同様に視聴者からの質問に答える。
『6ねん2くみ翔ちゃん先生』
ウサギの翔ちゃんの続編。歴史の人物を内村が哀川翔のものまねをしながら解説する。スペシャルでは哀川翔本人が出演した。
FUNKY DOGS JAIL
『冒険』の『SHOW BAND OH GIRIIII』と同様に、久保田利伸の歌う「FUNKY DOGS」に乗せて男性陣がお題に回答していく。番組オープニングも兼ねていた。
ホリケンサイズII
『発見』の『ホリケン★サイズ』のリニューアル版。堀内演じるお兄やんに加え、ベッキー演じるお姉やんと高見沢俊彦が演じるたかみーが登場する。
ファイトマネー先輩
ファイトマネー先輩が様々なお題（『ピンポン玉をお口でキャッチ』など）にチャレンジするコーナー。毎回テーマ曲を歌って始める。
バトルビンゴ 笑犬寺
少林寺のパロディ。やってきたゲスト陣（『○○寺』とゲスト達の共通の特徴などの名前で登場）を笑犬寺の修行僧のチャン（内村）・タイシロウ（原田）・ナグリン（名倉）・ケンケン（堀内）が迎え撃つ。勝負内容は3×3のマスに書かれた9つのお題となるゲームをクリアし、それをビンゴのように縦横斜めにそろえるというもの（初期は少しルールが違った）。司会役はナムチャ師範（南原）。
レンタルビデオショップ『INUYA』へようこそ
毎回芸能人をゲストに迎え、ゲストの欲しいビデオ（『愛を感じるビデオ』『衝撃映像』などテーマのみを指定してくる）を、内村・南原・名倉・原田・堀内の内2人が製作し、2本を公開した上で気に入った方のビデオをゲストが持ち帰る。ゲストは番組側が直接アポを取らず、『出演したい芸能人は番組に葉書を送ってください』『来店は芸能人の方に限ります』という注釈を出したうえで出演者を募集していた。
ビデオは何らかの映画のパロディも多く盛り込まれ、コント中では南原作『鉄道（）さん』、原田作『わっか』等が登場した。
原田が序盤に製作したビデオは、毎回同じラストシーンで締めくくられていたほか、『劇中で原田が必ず女性を抱きしめるシーンがある』との指摘を受けている。
笑う犬のセラピー
『INUYA』の後継コーナー。内容は『INUYA』と同一。
南極の智慧
『冒険』でのコント「ゴールデン通りの人々」の派生コーナー。
潤子（名倉）が経営する「スナック南極」を舞台に、南極でも楽しめる暇つぶし（遊び）を視聴者から募集し、常連客たち（ウンナン・原田・ベッキー・遠藤）と実際にやってみるコーナー。
トラ男のオールナイ“トラ”ジオ
コント『トラ男』の続編。トラ男が電波ジャックしラジオを放送するが内村・名倉などが扮する隣部屋の住人が苦情を言いにやってくる。苦情を言いに来た隣人には水を含んでもらい、吹き出すまでトラ男による一発ギャグ（視聴者考案の一発ギャグもあった）が披露される。コント中は『オールナイトニッポン』（ニッポン放送）でおなじみの『BITTERSWEET SAMBA』が流れていた。
本日の反省寺
エンディングコーナー。毎回メンバーが出すNGを見るコーナー。
星に願いを
毎回番組のラストで堀内扮する女の子が流れ星に向かってくだらない願い事をする。冒険時代の『マドモアゼル★ゆみこ』と同じく終わったら「あなたの願いがかないますように」と書かれたブラインドが登場する。

### 笑う犬の太陽
森っ子カブタン
オープニングコーナー。『情熱』から引き続いての放送。カマやんとバッタモン（中川家）が降板した為、カナブン（青木さやか）が加わった。
トラ男のオールナイ“トラ”ジオ
『情熱』から引き続き放送。隣部屋の住人が矢口やゲストになった。
歌う犬ゴールデンヒッツ
矢口、花咲満太郎（名倉）、あずき（南原）司会によるコーナー（ひろむちゃんとあずきにそっくりだが別人という設定）。毎回とある地域で聞いた歌いたい曲のランキングを発表する。後期になると、ゲストが好きな曲を発表する形に変更になった。ゲストが歌を披露するときにはウェイウェイ隊（原田とエキストラのおじさん達）による妨害が入り、笑って歌えないという事が多かった。ヒットチャートランキングではプロモーションビデオのパロディを行っていた。なぜか途中で舘ひろしがランクインし、原田扮する舘ひろしが毎回水辺の落ちそうな所で歌い、最終的に足を滑らせ水に落ちるという内容が放送された。また、五木ひろしや田原俊彦といった本人が出演する事もあった。
芸能人私服チェック 勝手にプライス！
フジテレビ局内を歩いている芸能人の私服をチェックし、総額を当てるクイズコーナー。司会は南原と名倉、内村と原田が解答者。

## ゲームコーナー
信号確認ゲームシリーズ
『発見』にて行われたゲームコーナー。原田泰造・南原清隆・名倉潤・内村光良・堀内健の5人がそれぞれのキャラクターに扮して連想ゲームを行う。司会役は優香もしくはベッキーが担当する。
「赤・赤・緑」という感じで信号機に点った色がコールされるので、それからイメージされるものをリズムにのって答えていく。基本的には最初の2つは同じ色で最後の1つが違う色となっている。この場合最初の2つは同じものを答えても良い（「赤・赤・緑」の場合は「りんご・りんご・はっぱ」など）。ただし、3つとも同じ色がコールされた場合は3つとも違うものを答えなければいけない（「赤・赤・赤」の場合「りんご・イチゴ・ポスト」など）。同じ言葉を何回言っても良い。
解答でつっかえたり、コールされた色に合わない物を答えたり、リズムから大きく外れたり、色をそのまま答えたり、下品すぎる言葉を言ったり、3つとも同じ色の場合は3つとも違う物が言えなかったり。勝手に流れを止めたりするとそのプレイヤーはミスとなり、『○○（間違えた解答者の名前） ×1回目』などというようにテロップが映る（正解か不正解か分かりにくい場合は審議となり、ゲームが一旦止まる。この場合は天の声が最終判定を行い、○か×かをテロップで映す）。なお、正解時は基本的に次の解答者に移るのみだが、3つとも同じ色の問題を正解すると数秒程度の正解音声が鳴る。なお、プレイヤーの誰かがミスをしたり、審議にならない限りはエンドレスでゲームが続く。
再スタートは間違えたプレイヤー(もしくは止まったプレイヤー)から始まる。これを繰り返して、プレイヤーの誰かが累計3回ミスをした時点でゲーム終了、そのプレイヤーの負けとなり、司会役のキャラクターが「3回間違えた○○は罰ゲーム!」と叫んで、からし・こしょうが塗られたボール紙に顔面から激突する罰ゲームが執行される。コーナーの最後は決まって、「みんなも信号を守って楽しく遊ぼうね。」と言う。
このコーナーでは内村と原田演じるキャラクターが負ける事が非常に多く、累計9回ずつも罰ゲームを受けていた。後年、内村と原田の2人はこのゲームが大の苦手であることを語っているが、『ハムえもん』ではそれを逆手に取った番組スタッフが、2人に対して明らかに答えるのが難しい色や3つとも同じ色を集中して出題していた事もあった。例として原田には紫の3連発や橙の3連発やベージュの3連発や金（ゴールド）の3連発、内村に至ってはアイボリーの3連発や小豆色の3連発というかなりの難問が出題された事もあり、いずれも答える事は出来なかった。特に内村は余りの難問に出された瞬間に呆れて思わず笑って何も言えず、直後にスタッフに対して文句を重ねていた。この番組スタッフの嫌がらせとも取れる行為に対して、内村は「明らかに上（スタッフ）の意図が見える」 「ハムゾーとハムどんには難しいのをあてている」「考えろよ、考えて出せって話だよ!」 「お前ら言えんのかよ?笑ってる奴らよ!」 「俺たちがよぉ頭良くなっちゃ駄目なのかよ!?なぁ!?」などとぼやく事が度々あった。一方、他の3人はミスをする事も当然あったが、『ナーマス』『ハムえもん』『モンスターズ・インク』では誰も罰ゲームを受けなかった。しかし、『スター・ウォーズ』では、南原と堀内にも難問が出題される様になり、2002年8月11日と25日の放送分で『機関車ナーマス』から数えて遂に初めて3回ミスをし、顔面からしの餌食となってしまった。一方、名倉は全シリーズで罰ゲームを受ける事は1度も無かった。
機関車ナーマス
『きかんしゃトーマス』がモチーフ。
登場キャラクターは『ナーマス』（南原）、『ウーチー』（内村）、『ナック』（名倉）、『Tゾー』（原田）、『ホリー』（堀内）、『トップ・リット卿』（優香）で、それぞれ、『トーマス』、『ゴードン』、『パーシー』、『トビー』、『メイビス』、『トップハム・ハット卿』がもとになっている。
このコーナーでは、列車達が出発の前に信号確認の練習をするという設定でゲームが行われる。
罰ゲームは『からしトラックもしくはこしょうトラックの衝突事故』。
ナレーターは肥後克広（本家トーマスの日本語版の初代ナレーターである森本レオのものまね、『インチキレオ』と名乗っていた）、コールの音声は大原さやか。2001年11月18日からは『ニコニコプンスカハムえもん』としてリニューアルしたため、同年11月4日をもって4回目の放送で終了。
ニコニコプンスカハムえもん
『とっとこハム太郎』がモチーフ。
登場キャラクターは『ハムえもん』（南原）、『ハムどん』（内村）、『ニイハム』（堀内）、『ハム彦』（名倉）、『ハムゾー』（原田）、『ユウちゃん』（優香）。
罰ゲームは『ネコのクロスケに食べられる』（模様はナーマスの罰ゲームと同じであるが、執行前にクロスケの鳴き声と共に炭酸ガスが噴射する演出が挿入される）。このコーナーではお散歩に行くけど、信号確認できない子は危ないからお留守番、さらにネコのクロスケに食べられるという設定になっている。4回目の放送からゲストもハムスターに扮して参加するようになった(解答順は4枠)。だが、ほとんどのゲストが3回ミスをして罰ゲームとなっており、このシリーズに出演したゲストで一度もミスをしなかったのは、ハムさる役のおさるのみである。
初期は「赤」や「黄色」といった単純な色だけで構成されていたが、回を重ねるごとに「紫」「グレー（灰色）」「橙（オレンジ色）」「金（ゴールド）」「シルバー（銀。金との聞き間違いを防ぐため）」「ベージュ」などの難解な色も出題されるようになった。これ以外にも「小豆色」や「アイボリー」が出題されたことがあり、プレイヤーたちを困惑させてミスに追い込んだことがある。
珍回答や凡ミスを連発したゲストを再度招集した『ハムえもんバカNo.1決定戦』という企画も度々開催された。主な招集者は宮迫博之（ハムサコ）、三村マサカズ（ハムツッコミ）、勝俣州和（ハムカツ）、ガッツ石松（ハムガッツ）など。レギュラー陣からはハムゾー、ハムどん、ハム彦が毎回招集されている。ただ、何度も罰ゲームを受けているハムゾーやハムどんはともかく、ハム彦は1度も罰ゲームを受けておらず、成績もハムえもんに次いで優秀だったが、何故か毎度招集されており、「1度も罰ゲームをやってないのに何故俺が呼ばれるんだ?」と愚痴をこぼした後に「そう言う所がわかってないからバカなの」と返されるのがお決まりとなっていた。ここでの敗者は、からしとコショウを両方塗った罰ゲームを受ける事となる。また、犬猿の仲のハムサコとハムゾーは毎度のごとく2人でケンカするのがお約束と化していた。
最終回の『ハムえもんバカNo.1決定戦～ファイナルバトル～』では、いつも司会に回っていた優香がハムどんから「いつも偉そうに司会をしているが、実はお前が一番のバカなのではないか?」という疑惑を持たれ、ユウハムとして遂に参戦（この流れで普段はコーナーに出演しないベッキーもハムベッキーに扮して）することになり、司会は罰ゲームを一番多く受けたハムゾーと成績が一番優秀だったハムえもんの2人が務めた。この回でユウハムは実質2回ミスをしたものの、判定する天の声がユウハムにえこひいきを行い、それに食ってかかったハム彦が2回共ミス扱いとなったが、最終的にはハムガッツが罰ゲームを受ける事となった。
モンスターズ・インク
『ニコニコプンスカハムえもん』のスペシャル版として2回放送された。罰ゲームは『ドアの激突』（模様は今までと同じだが、2回ともからしが塗られたボール紙のみ）。このコーナーではモンスターズ・インクに出かけるけど、信号確認できないモンスターはお留守番させられる上にカラシの壁に突っ込むという設定になっている。登場キャラクターはウォーターヌース(原田)、サリー(南原)、ランドール(名倉)、ロズ(内村)、セリア(堀内)、司会役はブー（ベッキー）。
初回の放送では、ファンガス（佐藤和弘）が登場し、ゲストとしては初のノーミス勝利を飾った(この回の罰ゲームはウォーターヌース)。2回目の放送では、本家の日本語吹き替え版でマイクを演じている田中裕二（爆笑問題）がマイクに扮して登場したが、マイクは3回ミスをして罰ゲームを受けた。
スター・ウォーズ
同じく『ニコニコプンスカハムえもん』のスペシャル版として6回放送された。罰ゲームは『ダース・ベイダーに食べられる』（模様は今までと同じだが、執行前に「帝国のマーチ（ダース・ベイダーのテーマ）」のBGMの一部分が流れる。また、からしが塗られたボール紙のみ）。
登場キャラクターはジャバ(原田)、チューバッカ(南原)、ヨーダ(内村)、ジャー・ジャー(名倉)、C-3PO(堀内)、司会役はアミダラ(優香)。このコーナーでは宇宙に行くけど、信号確認できない子は危ないからお留守番させられる上にダース・ベイダーの餌にされるという設定になっている。
このコーナーでもゲストがキャラクターに扮して参加しているが、『ハムえもん』同様、ほとんどが3回ミスをして罰ゲームに遭っている。特にアクバー役で登場した山寺宏一は罰ゲームを食らった直後にからしが塗られたボール紙が外れてしまうハプニングに見舞われ、眼鏡が無くなった（正確にはずれた）事もあった(アクバー曰く「眼鏡がちょっとずれてるから直そうと思ったら、思いっきりずれたの」とのこと)。2回目の放送では『スターウォーズバカNo.2決定戦』が行われていたほか、終盤ではカトルーペーやパパイヤといった、スター・ウォーズには一切関係の無いゲストキャラクターも登場した。
森っ子カブタン
『情熱』後期オープニングコーナー。森の妖精達が仲良し振りを見せ付けるべくペアを組み、片方がお題となる言葉、もう片方がイメージフレーズを答える（例：「くるま」→「ブー ブー ブー」）ゲーム。コーナーのBGMはアニメ『キョロちゃん』のBGMが使用されている。司会はじっちゃま（名倉）で、実際にゲームをするのはカブトムシの妖精カブタン（南原）、芋虫のイモゾー（原田）、でんでんむしのでんでん（堀内）、ハエのフンスキー（ビビる大木）、蝶のクミチョー（遠藤）、ハチのチクリン（ベッキー）、カマキリのカマやん（礼二）、バッタのバッタモン（剛）、アリのアリゴロー（内村）。クミチョーとチクリンは不定期交代であった。
オープニングの歌では、カブタン、イモゾー、でんでん、フンスキー、カマやん、クミチョー（またはチクリン）、バッタモン、アリゴローが、音楽と同時に「山の向こうの、そのまた奥に、小っちゃな妖精、集まった。カブタン!イモゾー!でんでん!フンスキー!カマやん!クミチョー!（チクリン!）バッタモン!アリゴロー!さぁさ言葉を、繰り返せ!」を歌いながら踊る。オープニングでは、カブタン・イモゾー、でんでん・フンスキー、カマやん・クミチョー（またはチクリン）、バッタモン・アリゴローのチームはそのままであるが、ゲームの開始前には『ペア決め』として、頭上にぶら下がった8つのミノムシの中から好きな物を選ぶ（選んだミノムシが他のミノムシとつながっていて、それによってペアが決定（ペアが決まると、テロップで「ペア決定!○○・××」と表示される。なお、ミノムシで決定するのは3組のペアで、残った1組は自動的にペアとして決まる）する）。たまに人間界から森に遊びにきたという設定でゲストペアが登場し、ゲームに参加していた。ペアが一度もなったことがないのはクミチョーとバッタモンの2人である。
審判には毎回ゲストが呼ばれ、間違えた時にブザーを鳴らしてゲームを止める。この時、ゲストが納得する釈明をすれば正解になる事もある。また、本来正しい答えでもゲストのこだわりでアウトにされることもある。どれかのペアが間違えた場合は、開始初期は間違えたペアから再スタートだったが、途中から『リズムルーレット』というシステムが導入され、ゲームのリズムが『通常』『高速』『超高速』で変わるようになった。また、途中からリズムルーレットには、全てのペアのお題を出す役とイメージフレーズを答える役が強制的にチェンジとなる『オールチェンジ』、自分以外の別のペアを1組指名してどちらかが不正解になるまでゲームを続ける事ができる『タイマン』の目が追加された。どれかのペアが3回間違えると、じっちゃまが「というわけで仲が悪い、○○と××(××と○○)は2人そろって罰ゲーム!」と叫び、「今日の罰ゲームはこれじゃ!」とペアに罰ゲームを言い渡す。罰ゲームの内容は、最初期は「おでん」「酔っ払い芸」などの単純な物だったが、途中から「なかよしキャッチャー」「なかよしデザート」「なかよしノズル」など「なかよし○○」という物で統一され、後期は「なかよし足ツボ」が罰ゲームとして定着した。唯一罰ゲームを一度も受けなかったのはチクリンのみである。

## スタッフ

### 復活SP（2008秋・2010寿・新たなる旅）
- 作・構成：内村光良、堀内健/内村宏幸、松井洋介、天野慎也、今村クニト、平松政俊、酒井義文、大平尚志、岐部昌幸、藤原ちぼり、内藤英一、広瀬大輔/小松純也
- 企画：吉田正樹（2010寿以降、2008秋ではチーフプロデューサー）
- 監修：小松純也、藤沼聡
- 制作進行：横田淳子
- デスク：中成子
- ディレクター：蜜谷浩弥（2008秋のみ）、倉本陽介、牛窪真二
- 演出：藪木健太郎、原武範、有川崇、小仲正重
- プロデューサー：朝妻一、仲村孝明/朝倉千代子、江本薫、小野謙吾（共に2008秋のみ）
- チーフプロデューサー：宮道治朗
- 技術協力：ニユーテレス、FLT、IMAGICA、BABY SOUND LUCK
- 制作協力：マセキ芸能社、ワタナベエンターテインメント、アルファ・グリッド、吉田正樹事務所
- 制作：フジテレビバラエティ制作センター
- 制作著作：フジテレビ

## ビデオ・DVD
- 発売元はすべてポニーキャニオン。

### 笑う犬の生活-YARANEVA!!-
- 笑う犬の生活 DVD Vol.1 てるとたいぞう完璧版
- 笑う犬の生活 DVD Vol.2 小須田部長全遍歴
- 笑う犬の生活 DVD Vol.3 小松悪魔のお蔵入りDVD
- 笑う犬の生活 ベストセレクションDVD
  - VHS版では「ミル姉の涙」「トシとサチと空」「土下座の心」の3本に分巻されていた。

全て2000年12月20日発売（DVD版）。

### 笑う犬の冒険
- 笑う犬の冒険 スーパーベストVol.1 さよなら小須田部長（2002年2月6日）
- 笑う犬の冒険 スーパーベストVol.2 梅屋敷殺人事件（2002年3月6日）
- 笑う犬の冒険 スーパーベストVol.3 オリジナルコントスペシャル（2002年4月3日）
- 笑う犬の冒険 スーパーベストVol.4 ゲストコントスペシャル（2002年5月15日）
- 笑う犬の冒険 スーパーベストVol.5 後期人気キャラスペシャル（2002年9月4日）

### 笑う犬2008秋
- 笑う犬2008秋 DVD-BOX〔3枚組/Vol.1・Vol.2+特典ディスク〕
- 笑う犬2008秋 Vol.1
- 笑う犬2008秋 Vol.2

以上は全て2008年12月17日発売。

### 笑う犬2010寿
- 笑う犬2010寿 DVD-BOX〔3枚組/Vol.1・Vol.2+特典ディスク〕
- 笑う犬2010寿 Vol.1
- 笑う犬2010寿 Vol.2

以上は全て2010年1月29日発売。

### 笑う犬2010〜新たなる旅〜
- 笑う犬2010〜新たなる旅〜 DVD-BOX〔3枚組/Vol.1・Vol.2+特典ディスク〕
- 笑う犬2010〜新たなる旅〜 Vol.1
- 笑う犬2010〜新たなる旅〜 Vol.2

以上は全て2010年12月1日発売。

## 書籍
- 『笑う犬の生活 YARANEVA』フジテレビ出版、1999年、ISBN 978-4-594-02667-7
- 『笑う犬の生活 YARANEVA(2)』フジテレビ出版、1999年、ISBN 978-4-594-02731-5
- 『笑う犬の冒険 全記録(1)』フジテレビ出版、2000年、ISBN 978-4-594-02955-5
- 『笑う犬には謎がある―番組の公認だから表も裏もわかっちゃいました』角川書店、2001年、ISBN 978-4-04-853357-7

## ゲーム
『笑う犬の冒険GB SILLY GO LUCKY!』（2001年2月23日・カプコン・ゲームボーイカラー）
深夜番組である『笑う犬の冒険』をゴールデン番組に進出させることが目的のシミュレーションゲーム。
主に低年齢層向けのシンプルな、コントのキャラクターをモチーフとしたミニゲームが主。ミニゲームの総数は20種類。しかし「ミル姉さん」が牛の頭数や模様の記憶ゲーム、「多摩川あくま団」が単なるクイズゲームになっている等、元のコントとは内容がかけ離れたものになっているミニゲームも多かった。
EE JUMP等、一部のレギュラー出演者は使用許可が下りなかったためか、一切名前も出ず顔も似ていないキャラクターがいる。

## CD
- はっぱ隊「YATTA!!」(2001年4月18日・定価¥1,000＋税・ポニーキャニオン)
- お兄やん、お兄やん.お姉やん.たかみー「ホリケン☆サイズ/ホリケン☆サイズII」(2003年3月12日・定価¥1,048＋税・東芝EMI/Virgin Records)

## その他
- 笑う犬の発見「信号確認カードゲーム」（2002年発売・ハドソン）
- 笑う犬の情熱「森っ子カブタン カードゲーム」（2003年発売・トミー）